# 照ノ富士春雄
照ノ富士 春雄（てるのふじ はるお、1991年11月29日 - ）は、モンゴル国ウランバートル市出身で伊勢ヶ濱部屋（入門時は間垣部屋）に所属した元大相撲力士、第73代横綱（2021年9月場所 - 2025年1月場所）。本名は杉野森 正山（すぎのもり せいざん）。帰化前はガントルガ・ガンエルデネ（モンゴル語キリル文字表記：Гантулгын Ган-Эрдэнэ）。身長192cm、体重176kg、血液型はO型。大関昇進後に怪我や病気による負け越しや休場が続いて序二段まで陥落した後、そこから大関復帰・横綱昇進を果たした史上初の力士である。2021年（令和3年）8月4日に日本国籍を取得。2025年6月現在は年寄・伊勢ヶ濱。

## 来歴

### 入門まで
17歳の頃までスポーツとは無縁の生活をしていたが、自身の大きな身体を活かしたいと考えていたこともあり、母国モンゴルに在住していた入門前には横綱・白鵬の父であるジグジドゥ・ムンフバトに素質を見出され、柔道などを習っていた。
2007年に母と来日し観光旅行をした折に、偶然相撲部屋関係者に声をかけられて連日稽古を見学したことで、大相撲の世界に魅了され、滞在中は観光もせずに相撲部屋の稽古を毎日見学していたという。学業成績も優秀だったため飛び級を認められ、17歳で技術大学に合格。両親も技術者になることを望んだが、相撲留学を決断。
2009年3月26日に再来日して鳥取城北高校に編入し、高校3年次の全国高等学校総合体育大会相撲競技で、鳥取城北高校の団体メンバーの1人として優勝に貢献した。高校時代には後輩の逸ノ城と違う怪力を持っていたことから相撲部監督の石浦外喜義に「差されたら抱えろ」と教わったという。来日時点で平仮名やカタカナを書くことができ、日本語もある程度話せたという。当初は稽古でレギュラークラスではない部員に何度も転がされたが、悔し涙を流しつつ顧問のレンツェンドルジ・ガントゥクスからまわしの取り方などを教わった。
2010年のインターハイの準々決勝で埼玉栄高校と当たった際に、石浦監督はそれまで補欠であったガンエルデネ青年を出場させた。｢ガナ、ここで勝たないと優勝はできないぞ。お前を使うぞ」といった石浦監督に対しガンエルデネ青年は「何でそんな心配するんですか? 大丈夫ですよ｡｣ と言ってのけたという。

### 入門から関取昇進まで
高校卒業を控えた2010年に間垣部屋に入門した。報道によると高校は中退したとされる。2011年1月場所前の新弟子検査を受けたが、外国籍力士の入門の為には興行ビザ取得が必要とされる関係上、初土俵は翌5月技量審査場所となった。5月技量審査場所で共に初土俵を踏んだ力士は、幕下15枚目格付出の千代大龍の他にも前相撲から取った常幸龍らがいた。初土俵を踏んでから関取に昇進する直前場所まで名乗っていた「若三勝」の四股名は、入門時の師匠である18代間垣（第56代横綱・2代目若乃花）が大関時代まで名乗っていた「若三杉」にちなんでいる。間垣部屋時代はちゃんこにも事欠き、様々な人から食料を譲り受けるなど苦難を経験した。一部書籍によると、出稽古先でちゃんこを食べられなければ食事抜きになる日もあったほどであったという。
2011年7月場所で初めて番付に四股名が載って以降、序ノ口・序二段・三段目の各段を1場所で通過し、新幕下で迎えた2012年1月場所も、関取経験者の出羽鳳を相手に豪快に吊り出して勝利するなど幕下でも存分に実力を発揮し5勝2敗の成績を修めた。東幕下15枚目で迎えた同年7月場所では3勝4敗と入門以来初の負け越しを喫した。2013年3月場所限りで18代間垣の健康状態が悪化した為、間垣部屋が閉鎖されて伊勢ヶ濱部屋に移籍、一門も二所ノ関一門から伊勢ヶ濱一門に移籍したが、2017年に発行された相撲関連ムックには「なぜか伊勢ヶ濱部屋に預けられた」と一門移籍を不可解と捉える記述があった。稽古が非常に厳しい上に怖い親方で知られる9代伊勢ヶ濱が師匠を務める伊勢ヶ濱部屋への移籍が決まった際、当初若三勝は怯えていたという話も聞かれたが、稽古環境が一気に充実したこともあって2場所連続で6勝1敗の成績を上げ、場所後の番付編成会議で9月場所での新十両昇進が決定した。新十両昇進と同時に四股名を師匠旭富士（9代伊勢ヶ濱）と照國（6代伊勢ヶ濱）の横綱2人にちなんだ「照ノ富士」と改め、翌11月場所に改名した下の名の「春雄」は伊勢ヶ濱部屋後援会「福の会」会長・山田春雄から取った。師匠や部屋後援会長をはじめとした当時の部屋関係者の照ノ富士への期待ぶりが窺い知れる。新十両会見では「立合いが相撲の70%を占めると言われる。それを頭に入れて稽古してますが、まだまだ足りない。もっと頑張らないとだめです」と取り口についての課題を語っていた。

### 関取昇進後
新十両として迎えた9月場所も勢いは止まらず、11勝3敗で迎えた千秋楽で鏡桜（同時点で12勝2敗で十両優勝争いの単独トップに立っていた）に本割・優勝決定戦と連勝し十両優勝を果たした。前場所にも遠藤が新十両優勝を果たしており、2011年11月場所の勢・2012年1月場所の千代大龍以来3例目の2場所連続新十両力士の優勝が記録された。2014年1月場所は西十両筆頭で12勝3敗の好成績を挙げ、翌3月場所で新入幕を果たした。その3月場所は9日目に7敗目を喫したがそれ以降6連勝して8勝7敗と勝ち越した。翌5月場所は、場所前に蜂窩織炎を患い初日の朝に退院するという苦しい状況を乗り越え9勝6敗と勝ち越した。三役目前となる東前頭筆頭まで昇進した同年9月場所は、初日の大関琴奨菊戦で立合い変化の意表を突き、大関戦初挑戦にして白星を挙げた。しかし2日目から6連敗する等、その後は振るわず6勝9敗の負け越しに終わった。
東前頭2枚目で迎えた2015年1月場所は豪栄道・稀勢の里の2大関を破り8勝7敗の成績を修め、自身初の三賞（敢闘賞、当場所唯一の三賞受賞者だった）を受賞した。
翌3月場所は新三役、小結の地位を通り越して関脇昇進を果たす。モンゴル出身力士の新三役（関脇）は、2014年11月場所の逸ノ城以来。前相撲を経由した初土俵以来所要23場所での新関脇は、1958年以降に初土俵を踏んだ力士としては9位のスピード昇進となった。新関脇の3月場所は初日から7連勝し、13日目にはそれまで36連勝だった横綱の白鵬を破るなど13勝2敗で殊勲賞・敢闘賞を受賞した。新関脇での13勝は史上最多勝タイ記録で、過去には1940年5月場所の五ツ嶌・1950年9月場所の吉葉山・2005年9月場所の琴欧州がいた。
翌5月場所では12勝3敗で初の幕内最高優勝（平成生まれの力士としては初の優勝）を果たし、5月27日の番付編成会議および理事会において、満場一致で平成生まれ初の大関が誕生した。審判委員の一部からは「3場所前にはまだ平幕だったことが引っかかる」「もう一場所待つべきでは」との声もあったが、「直前場所での優勝は大きい」と北の湖理事長らが重視した結果、最終的に新大関への異論は出ずに決定した。なお、三役を2場所で通過した上での大関昇進は年6場所制になった1958年以降では初めて。年6場所以前では1951年1月場所後に大関昇進した吉葉山以来64年ぶりとなった。

### 大関昇進後
2015年7月場所は新大関として初登場し初日から6連勝と好調だったが、7日目に豪栄道に敗れ初黒星。9日目稀勢の里に勝ち8勝1敗と勝ち越したが、その後11日目に白鵬、12日目に鶴竜の両横綱に敗れて優勝争いから脱落。千秋楽は大関角番脱出を賭ける7勝7敗の琴奨菊に立合いで変化されて勝ち越しを許し、結果11勝4敗の成績だった。
2015年9月場所は初日から11連勝し、6日目に時点で優勝争いのトップを独走していた。しかし12日目の栃煌山戦で初黒星、さらに翌13日目の稀勢の里戦で寄り倒された際に右膝を負傷。14日目の豪栄道戦に強行出場するもあっさり寄り切られ3連敗し、横綱鶴竜に優勝争いトップを譲り、星1つの差で追う形で迎えた千秋楽結びの一番では、その鶴竜と直接対決をして寄り切り、12勝3敗で並んだものの、優勝決定戦では上手出し投げで敗れて2回目の幕内優勝はならなかった。場所後の精密検査で「右膝の前十字靱帯損傷・外側半月板損傷などで1か月の加療を要する」との診断書が下され、秋巡業は休場。また翌11月場所、照ノ富士の綱獲りについて北の湖理事長は「優勝又は13勝以上ならともかく、12勝の優勝同点では軽過ぎる」と否定的な意見を表明していた。
2015年11月場所、右膝の怪我が完治しない中強行出場するも9日目の大関稀勢の里戦で4勝5敗と黒星が先行。その後は12日目・豊ノ島戦でも敗れるも、13日目の横綱鶴竜戦を叩き込みで、翌14日目の横綱白鵬戦を大相撲の末寄り切り、結果9勝6敗で取り終えた。
同2015年の年間最多勝（65勝25敗）は、白鵬（66勝12敗12休）に僅か1勝届かず初受賞を逃した。
2016年1月場所、4日目の碧山戦で寄り切りで勝った際に右肩を負傷した。5日目の旭秀鵬戦では右腕が全く使えないまま寄り切られ、苦悶の表情を浮かべた。翌6日目の栃煌山戦は不戦敗、右鎖骨骨折（全治不明）により自身初土俵以降初めての休場となった。1月18日には以前から傷めている左膝の内視鏡手術を決行。次の3月場所は、自身初の大関角番となった。
3月場所も膝の状態は完全ではなく、中日までに平幕相手に3敗を喫する苦しい場所となったが、12日目に鶴竜を下しなんとかカド番を脱出した。しかし、その後は3連敗で8勝7敗で取り終えた。
5月場所は膝の状態が悪化した影響で、初日から2連勝した後は3日目から千秋楽まで13連敗を喫した。当場所の連敗によって大関在位中の歴代ワースト連敗記録を更新してしまった。
皆勤した大関が一場所で13敗を喫したケースも2009年3月場所の千代大海以来2例目だった。
照ノ富士は記者に「強い大関と言われたこともあるが、これで弱い大関とも言われる。ずっと負けていたら楽しくない」「こういう時でも応援してくれる人がいるのはうれしい。いい時もくる。来場所を見てください」と語っていた。
2度目の角番で迎えた翌7月場所は初日に白星を記録し先場所からの連敗を止め、その後4連勝を記録した。しかし、その後3連敗を喫した。その後、8日目に豪栄道に勝利し連敗を止めるが翌日から再び連敗。11日目から白鵬に勝利するなど連勝するも再び13日目から連敗。14日目の敗戦後「しょうがない。できることをやって、できないものはいい」と現状を受け入れ、千秋楽に先場所敗れており、ここまで7勝7敗の同じく勝ち越しをかける魁聖との対戦を伝えられると「大丈夫」と自分に言い聞かせていた。そして、迎えた千秋楽で魁聖に小股掬いで勝利し、大関の地位を保持した。照ノ富士は「今場所は長かった。来場所はけがを治してまた」と安堵の様子だった。
9月場所は、初日に嘉風に黒星するもその後連勝し4日目に隠岐の海に敗れた（物言いはついたが軍配通り敗れた）あと、再び連勝と4勝2敗で白星が先行していた。しかしその後7日目から千秋楽まで連敗し、自身3度目の角番で翌場所を迎える形となった。12日目に過去10戦全勝の碧山に無抵抗のまま敗れた後の取材では「弱くなってるな、俺」と弱音を吐いていたという。同一年6場所中3場所を角番で迎えたケースは2005年の魁皇と千代大海以来。10月14日の秋巡業豊橋場所でも高安、錦木、貴ノ岩と22番取って6勝と不調で、特に高安には12連敗を喫した。
迎えた11月場所初日は、嘉風に吊り出しで敗れ大関在位中2度目となる10連敗を記録した。その翌日も敗れ11連敗まで記録は伸びてしまったが3日目に隠岐の海に勝利し連敗を止めて以降は復調し8日目には大関琴奨菊を危なげなく寄り切りで倒すなど6連勝した。さらに翌日も魁聖に上手投げで勝利で7連勝。九州入り後は状態も上向き「思い切って相撲を取れている」と自信も見せ、2敗をキープし優勝争いに絡むも全勝だった横綱鶴竜に敗れ連勝がストップ。翌日の豪栄道にも敗れ優勝争いから脱落するも12日目に横綱白鵬に勝利し勝ち越しを決め、角番を脱出した。だが、終盤3連敗しそのまま8勝7敗で場所を終えた。当年の勝ち越しは全て8勝7敗で年間6場所の成績は33勝48敗9休（勝率0.407）、11連敗以上2回と膝の故障に苦しめられた年となった。休場ありでの48敗は当年幕内で最も多くの黒星を喫した佐田の海（51敗）に3敗しか差がなく、大関以上では最多敗数だった。さらに当年の勝ち星33勝は6場所全て幕内に在位した力士では最少で照ノ富士は「つらく、苦しい年だった。大関から落ちてもおかしくない状態だった」と話していた。一方11月場所は力なく押し出される場面は少なく「これだけ相撲取れるんだから、前よりはちょっとずつ良くなっている」と膝の状態が上向いていることも強調していた。尚、当場所は勝ち越しを決めた12日目以降発熱が出て、怪我と共に二重の苦労があったことも明かしていた。冬巡業は古傷の左膝半月板の状態が思わしくなく相撲を取れない状態で帰京を余儀なくされ「なかなか治らない。筋などを切っているのでなかなか力が入らない」とため息をついていた。

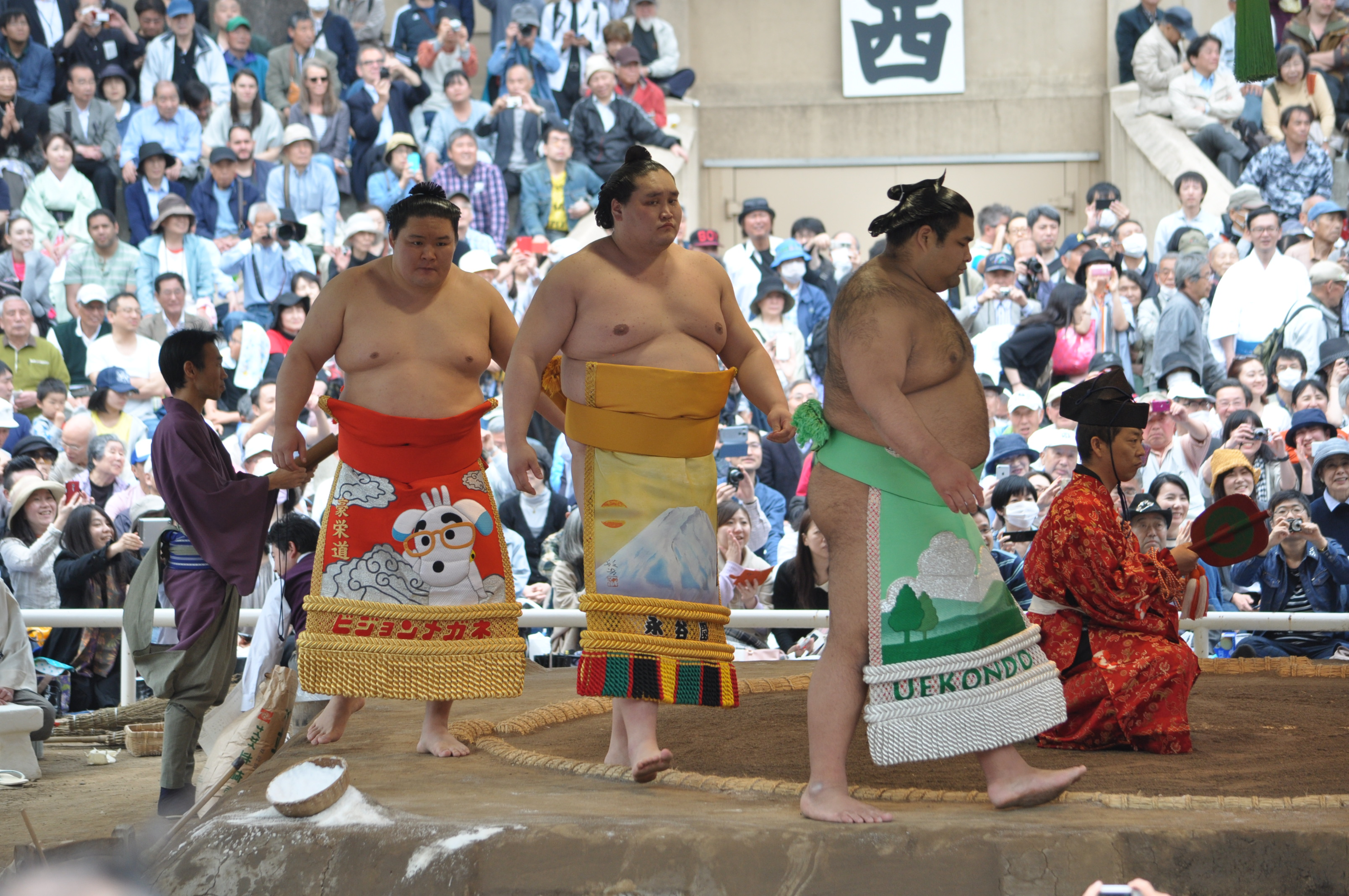
靖国神社奉納大相撲 土俵入りする照ノ富士関（2017年4月17日撮影）

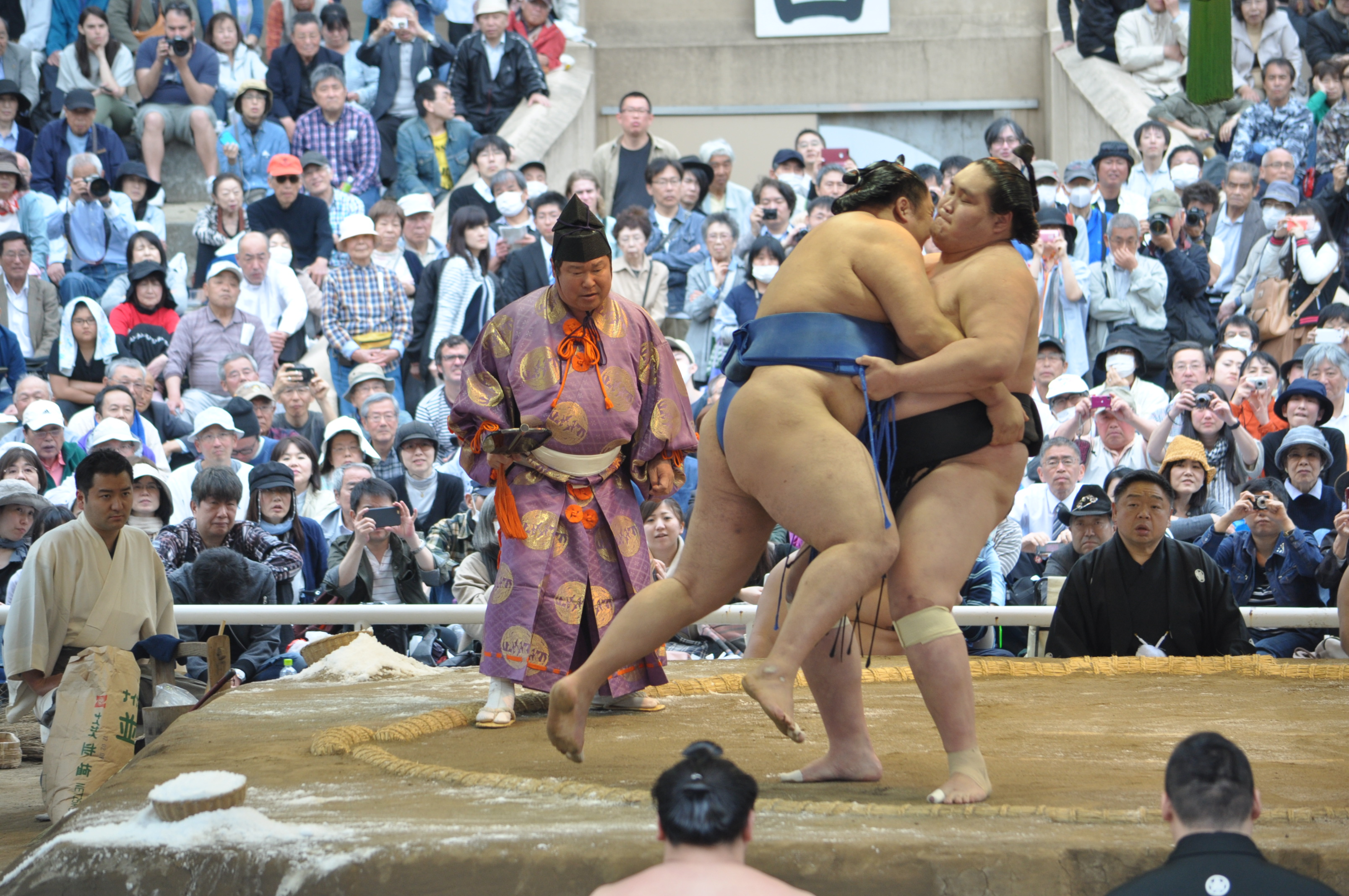
靖国神社奉納大相撲 照ノ富士関の相手は玉鷲関（2017年4月17日撮影）

2017年1月場所も初日から連敗し、先場所からの連敗は5まで伸びてしまうが3日目に勝利しようやく連敗を止めるも翌日から再び連敗。その後再び連敗を止めるとそこから3連勝を記録した。だが、その後再び千秋楽まで連敗を続け4勝11敗、翌3月場所を自身4度目の角番で迎える形となった。大関11場所目で4回目の角番は最速記録。当場所は角番で迎えた大関琴奨菊が負け越し大関陥落。自身も来場所角番となる負け越しについて照ノ富士は「何とも言えない。弱いから負けたんでしょう」と元気が無かった。
翌3月場所は一転して初日から5連勝と好調で、6日目に高安に敗れたものの9日目に勝ち越して角番を脱出した。11日目には2015年9月場所以来となる二桁勝利を記録した。照ノ富士は「下がると怖い。無理してやっている」と打ち明け、地道にトレーニングなどを重ね「痛みはあるが、先場所より稽古できているし、動けている。我慢できている」と手応えを話していた。さらにその後も白星を重ね、14日目には自己最多タイの13勝目を記録し、優勝に王手をかけた。稀勢の里に1差で追われている状態で迎えた千秋楽は本割で稀勢の里戦が組まれ、稀勢の里は13日目の日馬富士戦で左肩を負傷しており、逆転優勝は難しいと見られ、照ノ富士は11場所ぶり2回目の優勝に向けて絶対的に有利な立場にあった。しかし本割では、稀勢の里の左への変化こそ堪えたものの捕まえきれないまま前に出たところに繰り出された突き落としの餌食になってしまい、優勝決定戦に持ち込まれた。さらに優勝決定戦では立ち合いからすぐにもろ差しが決まって万全の態勢で一気に出るが、土俵際決死の小手投げを喰らう形で手負いの相手に連敗して逆転されてしまい、2回目の優勝はお預けとなった。
当場所後の3月31日、14日目の相撲で変化をして勝ったことに対し、照ノ富士が観客から「モンゴルへ帰れ」という野次を受けたことに関して日本相撲協会が日本政府から事実関係などの問い合わせを受けたことが、協会関係者の話で分かった。関係者によると、協会は、当該の野次を事実として確認するのは困難とした上で、円滑な競技進行や安全で平穏な観戦の確保を目的とした「観戦契約約款」に基づき、今後も来場者に対応していくと回答したという。
一方、古傷の左膝が悪化した照ノ富士は、当場所後にモンゴルに帰国し治療とリハビリに専念し4月17日の東京・靖国神社奉納大相撲で春巡業に復帰した。自身は膝の状態について「体調は徐々によくなっている。モンゴルでは入院して治療していた」「休んでも治らない。稽古しながら休まずに徐々に鍛えた方がいい。相撲取りなので」とコメントしていた。
5月場所は初日から遠藤・玉鷲と連敗を喫した。2日目の取組後には「…。体の動き? 見ての通りだよ」と不調を訴えた。しかし、その後は復調し3日目から10連勝を記録した。しかし、10連勝目を挙げた12日目の正代戦でまたも古傷の左膝を痛めてしまう。翌日の出場さえ危ない状況だったが翌13日目も栃煌山を右足一本で踏ん張って小手投げで逆転勝利し自己最多タイの11連勝。支度部屋では腫れた膝を出しながら「大丈夫。思いきって相撲が取れている」と話していたが、翌14日目に全勝の横綱白鵬との直接対決で敗れ、優勝を許してしまった。千秋楽は大関昇進を目前に控えていた高安を小手投げで破り、最終的に当場所は12勝3敗（優勝次点）で終えた。2場所連続の12勝以上は昇進直前取りだった2015年3月場所・5月場所以来となった。場所後に古傷の左膝の遊離軟骨を除去する内視鏡手術を受けた。回復が遅れ蹲踞さえもままならない状態で臨んだ翌7月場所は5日目まで1勝4敗と（3日目に勝ったのみ）星が伸びず6日目から休場した（6日目正代戦は不戦敗）。公表された症状は左半月板損傷・約7週間の加療であり、翌場所の出場も厳しいほどの重症とされていた。当場所の休場により、翌9月場所は自身5度目の角番で迎える形となった。9月場所の出場も無理と見られていたが全休した夏巡業の間に「1日3度の治療と2度のトレーニング」を繰り返し、回復を進めた成果が出て「動ける体になってきた。膝もほぼ治ったし、この2年で一番いい」と明るく話し「優勝を目指して頑張る。順調に上げていきたい」と自信の様子を見せていた。
しかし、翌9月場所も初日から連敗し、不安視されている膝の状態などは良いとしながらも、怪我をする前の状態に戻ったことに体がなれていないなどとコメントしていた。結果が伴わない事態に「自分でも分からないですね。しっかりと一番一番やるだけです」と気合を入れていた。3日目にようやく白星をあげるが4日目から再び連敗。さらに5日目の取組で再び膝を負傷してしまう。土俵下でも左膝を曲げられず帰りも付け人に肩を貸してもらっていた。翌日になっても膝の炎症が治まらず「左膝半月板損傷で約2週間の加療を要する見込み」との診断書を提出し6日目以降を休場した（6日目正代戦は不戦敗）。当場所を再出場しなかった為、9日目の時点で負け越しが決まり、14場所在位した大関からの陥落が決定した。現行の角番制度が確立した1969年7月場所以降、2017年春場所の琴奨菊以来17人目・20例目の大関陥落であった。

### 大関陥落後
大関陥落決定直後の2017年10月19日に秋巡業に合流。陥落について「落ちたことはあんまり気にしていない。自信を持っていく」「休んでいても治らない。付き合ってやるしかない。やり続けたら自信にもなる。大丈夫やろ!」と話していた。27日の松江場所では朝乃山と三番稽古を行った。65代横綱の貴乃花巡業部長からアドバイスを受ける一幕もあり、「ありがたいです」と感謝したが、稽古では3勝4敗。最後の一番では左膝を気にし、貴乃花巡業部長の「無理するな」との声掛けもあって稽古を終えた。
大関特例復帰を目指して臨んだ2017年11月場所は初日から4連敗を喫した後に「左膝外側半月板損傷で全治4週間」との診断書を日本相撲協会に提出し5日目以降を休場（5日目の御嶽海戦は不戦敗）、当場所を再出場しなかったため、大関復帰はならなかった。東前頭10枚目まで番付を落とした翌2018年1月場所でも身体の状態は悪く、初日・2日目と幕内下位の力士を相手に良いところなく敗れた。1月16日に「2型糖尿病、約1週間程度の療養を要す」との診断休場届を協会に提出し、3日目の大翔丸戦を不戦敗。4場所連続で途中休場をする形となったが、これは幕内に在位する力士としては史上初とされる。当場所の休場理由は、膝の怪我ではなく2型糖尿病による体調不良であり、18日にはインフルエンザにも感染したとされる。9代伊勢ヶ濱は「血糖値は下がっている。血糖値が安定していれば、出られる可能性がある」とも話していた。体調が回復した11日目より再出場したが、千秋楽まで白星を挙げられず、8敗7休で終わった。当場所12日目に大奄美に敗れた段階で、大受・雅山・把瑠都に続いて史上4人目となる元大関の十両陥落が濃厚となり、千秋楽に蒼国来に敗れたことにより前年9月場所から続いていた連敗が16まで延びてしまった。

### 十両陥落
3月場所は西十両5枚目で臨んだものの、膝の負傷と糖尿病のため体の状態は相変わらず悪く黒星発進。半年も白星から遠ざかっていたものの、自身は「落ちるところまで体が落ちて戻すのは時間がかかる。でも、前もそれで戻して準優勝できるまで戻った」と気合を入れるべく語った。2日目の臥牙丸戦で白星を挙げ、休場を挟んだ連敗を17で止めた。取組後には「やっと勝ったあ」と笑顔も見せた。しかし当場所も一進一退が続き、14日目の貴ノ岩戦で負け越し、最終的に6勝9敗。14日目の貴ノ岩戦はかつての兄弟子の日馬富士の傷害事件の被害者であっただけに、取組の際には事件現場に居合わせていた自身に事件当時の記憶を思い出させ、照ノ富士は取組後に「相撲界に入って一番、嫌な相撲だった」とこぼすほどであった。東十両8枚目で迎えた翌5月場所も3日目まで白星を手にすることができず4日目に左膝外側半月板損傷により休場、このまま十両残留目安の5勝を記録するため再出場しなければ元大関として昭和以降初（江戸時代の看板大関などのケースを除く）となる幕下陥落は回避できず、引退も取り沙汰されるほどだった。これに対し9代伊勢ヶ濱は「先のことなんか分かりはしない。その時にならないと言えることじゃない」と多くを語らなかった。幕下陥落回避に一縷の望みをかけるべく11日目から再出場するも黒星が続き1勝も挙げられず9敗6休。先場所から不戦敗を含めて（休場を挟んで）13連敗で場所を終えた。報道陣に「最後の一番だから全力でやらないとね。（15日終わり）気持ちいいよ」と語り、帰り際にはファンに「辞めないで」と声をかけられると「辞めるなんて言ってないよ」と話した。9代伊勢ヶ濱は「引退? そんなの全然ない」「状態を見ながら年齢的にもまだ若い。幕下に落ちたからと言って、辞めさせるとかにはならない」と最大限やらせて答えを出すと話し、前例がないことにも「関係ない。ここまで怪我をした人がいないだけ」と語った。左膝の痛み、糖尿病に加え腎臓結石も患っている状態に「膝はだましだまし、腎臓はやってみないとわからない」と治療方針を示していた。この時期にはC型肝炎を治療していたことも明らかにされた。照ノ富士自身は関取に復帰した際にこの時期について「ケガで番付が落ちたと思われてるみたいですけど、決してそうではないんです。膝のケガをしてからも大関を維持できていたから、ケガだけが原因じゃないんです。そこで糖尿病に罹ったり、C型肝炎にもなってしまった。あと腎臓結石も。どうしても力が出ないんですよ。元気な時なら、筋トレも稽古もやればやるほど良くなるのに、やればやるほど悪くなっていくんですから」と語った。また、医師から「このままいったら2年近くで死にますよ」と宣告もされていたことを後年照ノ富士自身が証言していた。

### 序二段への陥落
2018年6月25日に7月場所番付が発表、東幕下6枚目にしこ名が掲載され、大関経験者・幕内最高優勝経験者として史上初めて幕下へ陥落した。同日には東京都内の病院で両膝の手術を受け、同場所を全休した。東幕下47枚目まで番付を落とした翌9月場所・西三段目27枚目まで番付を落とした翌11月場所・西三段目88枚目まで番付を落とした翌2019年1月場所も全休を続け、翌3月場所では西序二段48枚目に在位し、三役経験者として実質史上初めて序二段へ陥落した。
幕下陥落直後に膝の手術をした頃は洋式トイレに自力で座れないほどだったといい、師匠に引退を申し出たことも5・6回あったという。2019年の正月には誉富士に挨拶した際、相撲を辞めてモンゴルに帰郷して仕事を探すことを伝えていたが、9代伊勢ヶ濱に「辞めるにしても辞めないにしてもまずは病気を治せ」と説得され現役続行を選んだ。応援してくれる周囲の人々のためにも相撲を取り続けようと思ったという。治療中は土俵で相撲を取る稽古を1日10番程度しか取れなかったが、関取復帰に向けてウエイトトレーニング・ウォーキングで体力を作り、摂生に努めた。付け人は免除してもらい、大関時代に付け人だった力士が雑用を手伝ってくれた。本人は「もう1回、自分がどこまで通用するのか試したい」｢そうか、番付を上げて行く楽しみを、もう一度味わえるじゃないか｣という考えで相撲に励むことにしたという。大関時代の後援者の中には長期休場以降離れて行った者もいたが、残った後援者は「どんなに番付が下がろうと応援するよ」と、変わらず支援を続けたという。翌2019年3月場所から土俵復帰し白星発進、4日目（2番相撲）の天風戦では、天風が出たところを小手投げで転がして連勝をもぎ取った。尚、同取組は天風も元幕内で長期休場により序二段まで陥落していたため、陥落した元幕内同士が序二段で対戦するのは、昭和以降史上初とされて、メディアで話題になった。その後、7日目（4番相撲）の寺尾翔戦に勝利し、4連勝で2017年5月場所以来の勝ち越しを決めた。5番相撲では復調を確認しようと35秒の長い相撲を試し、危なげなく白星。6番相撲は速攻相撲を心掛けて4秒で白星を決めたが、稽古が満足にできておらず「腰が下りていない」と本人は振り返った。最終的に7戦全勝で締めくくり、狼雅との優勝決定戦に臨んだが、敗れて優勝は逃した。東三段目49枚目で臨んだ翌5月場所は、中日（4番相撲）で大翔成に逆転で押し出された以外は全て勝って6勝1敗。東幕下59枚目へと番付を戻した翌7月場所では、11日目（6番相撲）で、上述の優勝決定戦で敗れた狼雅に極め出しで勝ち雪辱を果たすなど、4日目（2番相撲）に大野城に敗れた以外は全て勝って6勝1敗で場所を終えた。9月場所は東幕下27枚目で、初日から6連勝で来たが、13日目（7番相撲）に元幕内千代の国との6戦全勝対決に敗れ、幕下優勝はならなかった。

### 再入幕と復活優勝
2019年11月場所4日前の11月6日にはそれまで1年以上できなかった相撲を取る稽古を再開。時津風部屋での出稽古で幕内の豊山・錦木・正代を相手に10番取って10連勝と絶好調をアピールし、さらに「（東京）オリンピック前に幕内に上がりたいんだ」と抱負を語った。11月場所は西幕下10枚目で7戦全勝優勝を飾り、翌2020年1月場所での関取復帰を決めた。日本相撲協会は11月27日の番付編成会議で照ノ富士の10場所ぶりの関取復帰を決定した。大関経験者・幕内経験者・幕内最高優勝経験者が序二段に陥落後関取に復帰したケースはいずれも史上初。三役以上に在位した経験者が三段目以下に陥落後十両に復帰する事例自体もこの場所で同時に再十両を達成した千代鳳を含めて常幸龍以来3人目。照ノ富士は「新十両が決まったときよりうれしい」と再十両を決めた感想を述べ、さらに「改めて気が引き締まる。応援してくださる方々の期待に応えられるように頑張りたい」と決意のコメントを残した。2020年1月8日の時津風部屋への出稽古では北勝富士・正代・豊山らと相撲を取り、計7番取って6勝1敗。本人は「昔感じたことが最近、復活している」と復調を感じ取っていた。
2020年1月場所初日の千代鳳戦は、大相撲史上初となる「三段目以下に陥落してから十両に復帰した三役以上経験者同士の対戦」であったが、極め出しで勝利。自身662日ぶりに関取としての白星を挙げた。当場所は13日目まで白星を重ね、千秋楽を2日残して十両優勝を決めた（14日目及び千秋楽は連敗し最終的に13勝2敗）。
翌3月場所も5日目まで順調に白星を積み上げ、6日目に土が付くが10勝5敗で終え、2場所連続で2ケタ勝利とし幕内復帰を確実にした。
翌5月場所は新型コロナウイルス感染拡大により中止となり、翌7月場所前の2020年7月9日、部屋の宝富士と翠富士を相手に20番ほど相撲を取った。それまでしばらくの間20番も相撲を取る稽古を1日に行ったことはなく、復調をアピールする結果となった。照ノ富士自身は「こういう時期だからこそ、乗り越えてきた自分だから言えることもある。みんなに我慢ということを相撲でちょっとずつ伝えていきたい」と日刊スポーツの取材に応じた。
7月場所は幕尻の東前頭17枚目で幕内復帰場所を迎えたが、5日目に高安に負けた以外は白星を重ね、9日目で勝ち越しを決め、11日目には10勝目を挙げ十両からの連続2ケタ勝利を3場所に伸ばした。13日目は新大関の朝乃山との1敗対決を制し単独トップに立ち、14日目には正代に敗れるが、朝乃山も照強に敗れたことにより単独トップのまま迎えた千秋楽で御嶽海に勝ち、5年振り2回目の幕内最高優勝を果たした。元大関の平幕優勝は魁傑以来44年振り史上2人目、再入幕場所での優勝は同年1月場所の德勝龍以来史上2人目、幕尻優勝も同年1月場所の徳勝龍以来史上3人目、30場所ぶりの優勝は琴錦に次ぐ歴代2位のブランク優勝、過去に幕内最高優勝した力士が十両以下に陥落後再び優勝したのは史上初の快挙となった。

### 大関再昇進
東前頭筆頭で迎えた翌2020年9月場所は2連敗スタートだったが、3日目に朝乃山を破ってからは7連勝。10日目の黒星を挟んで11日目に勝ち越しを決め、優勝の可能性も残していたが、12日目に阿武咲に寄り倒されたことでて優勝争いから脱落し、その翌日の13日目から左膝の変形性関節症のため休場した。
東小結で迎えた翌11月場所も好調で千秋楽に大関貴景勝を破って13勝2敗で取り終え、貴景勝との優勝決定戦に臨んだ。決定戦では敗れて優勝を逃した。当場所は三賞も受賞したが、優勝が殊勲賞受賞の条件となっていた関係上、優勝と同時に殊勲賞も逃し、受賞は技能賞のみとなった。
翌2021年1月場所は東関脇の地位で迎え、序盤は3勝3敗とやや不振だったがその後は盛り返し、10日目に隆の勝に敗れた以外は白星を重ねて11勝4敗で取り終え、前場所に引き続き技能賞を受賞した。
翌2021年3月場所は大関復帰を懸けた「2度目の大関取り」の場所となった。12日目に9勝目を挙げて「三役で直近3場所33勝」の昇進目安に到達したが、直前場所が9勝で昇進した前例はないため、当時審判部長を務めていた師匠の9代伊勢ヶ濱は昇進に関して「相撲が全部終わってから」と話すに留めた。その後も白星を重ねて最終的に12勝3敗の成績を修め、4場所ぶり3度目の優勝も果たした。関脇以下の地位で3度幕内優勝を達成したケースは史上初。場所後の番付編成会議で大関復帰が決定した。1969年（昭和44年）7月場所より現行の「大関が2場所連続で負け越した場合は翌場所関脇に陥落、但し陥落直後の場所で10勝以上を挙げた場合は翌場所直ちに大関に復帰できる」とする規定が制定されて以降、この特例を満たせなかった大関陥落者が通常の昇進目安の成績を挙げて大関に復帰したケースは魁傑以来44年ぶり。大関在位経験者が十両以下に陥落後、大関に復帰したケースも史上初の快挙となった。優勝を決めた取組後は「ホッとしてます」「うれしいの一言です」と表情を崩す場面もあった。師匠が審判部長を務めていたこともあって、照ノ富士自身は「師匠の顔に泥をぬることは絶対に許さないという気持ちだった」と当場所にかけた思いを千秋楽の一夜明け会見で明かした。
江東区の部屋で行われた昇進伝達式では、口上を「謹んでお受けいたします」とシンプルに述べた。日本相撲協会公式YouTubeチャンネルでの生配信では約2000人の視聴者に見守られ、両膝の古傷により伝達式直前から正座の体勢を何度か取り直す照ノ富士を心配する視聴者のコメントもあった。式典には部屋付きの安治川や宝富士ら部屋の関取衆も集まった。式典後の会見では「前回と気持ちは変わらない。やるからには上を目指したいので」と1度目の大関昇進時と同様に横綱昇進を目指していることを示し、師匠の9代伊勢ヶ濱も「膝という爆弾を抱えている。留意していけばまだまだいけると思っている」と期待を寄せた。
24場所ぶりに大関に復帰した2021年5月場所は西大関2枚目の地位で迎える。初日から10連勝をするが、11日目に妙義龍の髷を掴んで反則負けで初黒星を喫する。その後12日目・13日目は白星を重ねるが、14日目に遠藤に、千秋楽は貴景勝に敗れ12勝3敗となり貴景勝に並ばれるも優勝決定戦では貴景勝を破り、前場所に引き続き優勝し、自身初の2連覇を達成した。また、大関復帰場所での優勝も史上初。

### 綱取り、横綱として
2021年7月場所は6場所連続休場明けの白鵬と共に絶好調で、初日から13連勝した時点で優勝次点以上の成績が確定し、伊勢ヶ濱審判部長から昇進条件を達成したとの見解が示され、史上初の序二段陥落からの横綱昇進を決定的なものとした。連勝は14日目まで続き、千秋楽の白鵬との全勝対決には敗れ、14勝1敗で3連覇を逃したが、審判部が打ち出し後、八角理事長に横綱昇進を審議する臨時理事会の開催を要請した。千秋楽翌日の7月19日に開かれた横綱審議委員会の定例会合で照ノ富士の横綱推薦が委員の満場一致で決定。そして2021年7月21日の番付編成会議後、第73代横綱となることが正式に決定した。元号が令和になって以降初の横綱、平成生まれでも初の横綱となった。モンゴル出身としては2014年の鶴竜以来、7年ぶり5人目の横綱誕生であり、外国出身としては7人目で、大関陥落経験者の横綱昇進は1979年7月場所後の三重ノ海剛司以来42年ぶり2人目。照ノ富士は昇進伝達式において「謹んでお受けいたします。不動心を心がけ、横綱の品格、力量の向上に努めます」と口上を述べた。また、土俵入りは師匠の9代伊勢ヶ濱（元横綱・旭富士）と同じ不知火型を選んだ。
2021年8月4日付の官報に於いて照ノ富士の日本国籍取得が告示された。外国出身横綱の日本国籍取得は、アメリカ出身の曙と武蔵丸・モンゴル出身の白鵬と鶴竜に続き5人目のケースだった。帰化に伴い、日本名を「杉野森 正山（すぎのもり せいざん）」とした。
明治神宮での奉納土俵入りは7月23日に予定されていたが、新型コロナウイルスの影響により延期となった。8月24日、横綱推挙式と奉納土俵入りが明治神宮で無観客にて行われ、日本相撲協会公式YouTubeチャンネルで視聴者が照ノ富士の土俵入りを見守った。露払いは照強、太刀持ちは宝富士が務めた。この時、三つ揃えの化粧廻しは伊勢ヶ濱が現役時代に使用し、かつて部屋の先輩横綱の日馬富士も使用していたものを使用した。
9月場所前の番付発表会見では同じモンゴル出身の先輩横綱・白鵬に「勝って恩返ししたい」と特別な思いを示した。伝達式の口上として使った「品格」という言葉については「品格は自分の生き方で証明していきたい」と答えた。
新横綱として迎えた当9月場所は中日まで8連勝、9日目に大栄翔に金星を与え（自身初）、12日目にも明生に敗れ、13日目の取組後には八角理事長に「昨日、今日と相撲が乱れてきている」と疲労や膝の故障の影響を察するコメントを出されたが、最終的には千秋楽に1差で追っていた妙義龍が敗れた時点で自身2場所ぶり5度目の幕内最高優勝が決定した（千秋楽も勝って最終成績は13勝2敗）。優勝インタビューで「取組前に1差で迫っていた妙義龍が敗れた時は」と聞かれた際に「最悪3番でも相撲とる気持ちでいました。できることをやったと思います」と答えた。優勝一夜明け会見では、白鵬の引退報道に対して「まだ（報道を）見ていないので」と言及を避けた。
翌11月場所は横綱在位2場所目にして東横綱（1人横綱）となった。番付上の1人横綱は同年7月場所の白鵬以来で、史上10人目（白鵬が2度あるため、延べ11例目）となった。当場所は2日目に、先場所に自身初となる金星配給を許した相手である大栄翔に掬い投げで勝利し、自身初となる幕内での九州場所の連勝スタートを切った。対戦時には「特に自分の相撲を取りきることしか考えていなかった。ずっと一つのことやってきてますから、それを貫いてやるだけ」と雑念は捨てていた。その後も白星を重ねて4場所連続となる中日勝ち越しを決めると、10日目にそれまで全勝で並んでいた貴景勝が当場所初黒星を喫し、自身が同日に勝利したことで単独トップとなった。その後も全勝を守り、14日目にただ1人1敗で追っていた平幕の阿炎戦が組まれ、押し倒しで勝利し、2場所連続6回目の優勝を千秋楽を待たずに決めた（千秋楽前の優勝決定は自身初）。新横綱場所からの連覇は1962年1月場所の大鵬以来59年ぶり史上2人目、優勝インタビューでは「基本的に毎場所違う感じがあるのでその中でやることは変わらない。一生懸命やるだけ。ちゃんと、一日一番っていう気持ちで、全部受けて立つ気持ちでやりました」とコメント。翌日千秋楽で貴景勝に押し出しで勝利して29歳最後の日、令和3年最後の一番で全勝優勝（平成生まれ初の全勝優勝）を果たした。千秋楽のNHKアナウンサーの佐藤洋之による優勝インタビューで佐藤は「30歳はどういう相撲にしたいですか?」と聞くと照ノ富士は「先のことを考えてもしょうがない、できることをやるだけです」とコメント、更に佐藤は「聞き方を変えて令和4年はどういう相撲にしたいですか?」と聞くと照ノ富士は「2ケタ優勝を目指します」とコメントした。一夜明け会見では「やり遂げた後の気持ちよさを味わいたいから、普段から自分に厳しくやってきたのがよかった」と心境を語り、この場所初顔の阿炎との対戦に臨んだ気持ちを「突き押しがどんなものか。久しぶりに相撲を取ってみたいという気持ちになった」と余裕十分に振り返った。この会見では、優勝回数2桁に到達することを今後の目標に掲げた。翌2022年1月場所は6日目に平幕の玉鷲に敗れて前年9月場所13日目より続いていた連勝記録が23でストップ。その後は9日目まで全勝の関脇御嶽海を星一つの差で追いかけ、10日目に御嶽海が敗れ1敗で並走となった。12日目には御嶽海が敗れたことにより一時的に単独トップに立ったが自身も小結明生に敗れたことにより、2敗で追走していた平幕の阿炎と並んで3人が優勝争いのトップとなる展開となった。14日目には阿炎に敗れ3敗となり御嶽海に単独トップを許した（阿炎も13日目に敗れ3敗に後退していた）。
千秋楽では勝てば幕内では1996年11月場所以来となる優勝決定巴戦に出場という大きな一番となったが、御嶽海に敗れて優勝を逃し、1919年5月場所の栃木山以来103年ぶりとなる新横綱からの3場所連続優勝は実現できなかった。
翌2022年3月場所では初日に新三役・新小結の豊昇龍を下し力の差を見せつけるも5日目まで終えて3勝2敗、6日目より途中休場となった。休場中は自身として初めて客目線になって相撲観戦に没頭し、ずっと気を張っていた中での休養であったためリフレッシュできたとのこと。
翌5月場所前の合同稽古は最終日4月24日のみ参加したが、稽古中に左足を気にする素振を見せた。5月6日、新型コロナウイルス感染拡大の影響により延期になっていた野見宿禰神社での奉納土俵入りを行った。師匠の9代伊勢ヶ濱は、照ノ富士について「先場所の場所前よりはいい気がしますね。とりあえず相撲を取れる状態になった。元々、爆弾を抱えている。普段通りやるしかない」と話した。当2022年5月場所は初日に大栄翔・6日目に玉鷲（金星配給）・中日に隆の勝（金星配給）に、敗れ中日までに3敗となったが、その後勝ち続けて12勝3敗で優勝した。
翌2022年7月場所は序盤、初日の阿炎戦と5日目の逸ノ城戦で黒星（逸ノ城には金星配給）。中日の若元春戦では、約2分の大相撲の末、四つに組み合った展開で若元春が前に出て照ノ富士を寄り切ったとき、若元春が前に出る直前に行司の41代式守伊之助が行った「まわし待った」が成立したか否かの物言いがつき、協議の結果、若元春のまわしが緩んでおり、まわし待ったの時点の体勢を作り直して再開することとなり、最終的に照ノ富士が下手投げで決着をつけるという前例のない展開となった。13日目まで2敗で逸ノ城とトップに並んでいたが、14日目の正代戦・千秋楽の貴景勝戦に連敗し、逸ノ城の平幕優勝を許してしまった。
場所後の8月9日、新型コロナウイルスの影響により延期となっていた横綱力士碑の刻名式に出席し、自らの四股名を刻んだ。
翌9月場所前には北の富士から「照ノ富士と言うより他はない」と優勝候補に上げられたが、場所2日目のコラムでは膝の不調を指摘されていた。実際9月場所は両膝の古傷などで不振であり、高安に金星を許すなど不調で9日目までに5勝4敗と振るわず、10日目から休場となってしまった。怪我は重く、特に右膝は骨が完全にずれるほどのダメージを負い「人工関節が必要」と言われるほどだった。「将来を考えたら、今でもやめたいよ」と漏らしたこともあった。それでも、手術翌日に退院し、数日後には松葉づえも返却し歩行も開始し、部屋専属トレーナーの篠原毅郁を「普通では考えられない」と苦笑させた。

### 膝の悪化、4場所連続休場明けでの復活優勝
翌2022年11月場所・2023年1月場所・同年3月場所と、日本相撲協会に「両変形性膝関節症、糖尿病で3月31日までの休場を要する見込み」との診断書を提出して3場所連続で全休。2023年3月場所後の横綱審議委員会定例会合で山内昌之委員長は「来場所ぜひ（出場）ということではなく、けがを治して万全な態勢で早く戻ってきてほしい」と静観する意向をコメントした。場所後の春巡業初日の伊勢神宮奉納土俵入りでは両膝の状態について「少しずつですけど、元に戻っているので、いい方向にいっているんじゃないですか。順調じゃなかったら巡業も出られないので」と状態上向きを実感するコメントを残し、翌5月場所出場に強い意欲を示した。4月17日、東京・靖国神社の奉納大相撲に参加した際には出場を明言した。糖尿病については「（両膝の）手術をして足の負担を減らそうと思って20キロ減らした後、また20キロ戻したら悪化した」と説明。同月26日には両膝の手術後初となる出稽古を時津風部屋で行い、正代に5戦全勝・朝乃山に4勝2敗。照ノ富士自身も順調な回復を感じ取った。2023年5月場所を目前に控えた同年5月8日、9代伊勢ヶ濱は「出ます。15日間取り切って、優勝を目指していくと思う」と出場を明言した。同月10日に9代伊勢ヶ濱は照ノ富士の膝の状態について「これ以上、良くはならない状況でやっている」と説明。前回の休場を引き合いに出し「前は無理して稽古してケガして（場所に）出られなかった。（今回は）自分の思うようにやらせたのが良かった」と、調整のペースを本人に任せたことが功を奏した旨を主張した。体重が少し減ったことで「動きも少し良さそう。やれる中で（自分が出来ることを）やるしかない。そういうのが続いています」と状況を説明した。
復帰場所となった5月場所は中日に勝ち越し、中日終了時点で優勝争いの単独トップに立った。横綱が3場所以上連続して全休したケースは昭和以降14例（照ノ富士が15例目）あり、復帰場所で中日勝ち越しを達成したのは2例（1例目は1949年5月場所の羽黒山・2例目は1989年1月場所の北勝海、照ノ富士が3例目）。翌9日目は明生に金星を許したものの10日目以降再び白星を重ね、14日目に1差で追っていた霧馬山を破って13勝目を挙げ、千秋楽を待たずに8度目の優勝を決めた。3場所以上連続で全休した横綱が復帰直後の場所で優勝したケースは3例目（1例目は1968年9月場所の大鵬・2例目は上述北勝海）、34年ぶりの復活劇となった。優勝インタビューでは「本当に10月に手術してから1日1日を無駄に過ごしていないな、過ごしたくないなという思いでやってきました」と語っている。千秋楽も大関貴景勝を下して14勝1敗で有終の美を飾った。一夜明け会見では前年11月に誕生した長男への思いを語りつつも「何かがあるから、余計にこうしよう、ああしようという思いでは、もともと場所に臨んでいない」と断りを入れており、あくまで横綱の責任感、復活と目標とする優勝10度への思いが、原動力だった様子であった。
翌7月場所番付発表後の取材では、自身初の名古屋開催としての7月場所での幕内最高優勝に意欲を見せた。7月1日、名古屋市の熱田神宮で奉納土俵入りを行った。約2500人が見守る中、太刀持ちに翠富士・露払いに宝富士を従え、土俵入りを披露した。7月1日の稽古中にぎっくり腰になったことを明かしたが、影響を感じさせない動きを見せ「ちょっと痛みが走ったくらい。まだ1週間ある」と軽症を強調した。当7月場所は初日の阿炎戦で勝ち星を挙げたものの2日目の錦木戦・3日目の翔猿戦と連敗し、翌4日目に「腰椎椎間板ヘルニア及び腰椎椎体終板障害により1ヶ月の加療が必要」との診断書を日本相撲協会に提出し、同日以降を休場した。
7月30日の夏巡業沼津場所で土俵上の稽古に復帰した際に7月場所中の腰の負傷について「神経が震えるような痛みで、倒れそうになってヤバいなと。体調は悪くなかったが、寄り切ろうと力を入れると痛みが走り、力が抜けてしまった」と振り返っていた。8月30日には相撲を取る稽古の再開時期は「分からない」と述べるにとどめつつも「膝は手術してからスムーズに動くようになり、良くなったのかなと思う。あとは腰だけだ」と現状を説明した。しかし9月場所初日2日前の9月8日に全休することが決定。7月場所後の夏巡業には初日から参加したものの、相撲は一切取らず本格的な稽古を再開することはできていなかった。2日の横綱審議委員会による稽古総見後の取材でも「見ての通り、稽古はできていない」と調整の遅れを明かしていた。結局7月場所の途中休場から9月場所直前まで相撲を取る稽古に復帰できず、9月場所は協会に「腰椎椎体終板障害と糖尿病により、加療を要するため2023年10月8日まで休場を要する見込み」との診断書を提出して初日から休場。伊勢ヶ濱は「腰に電気が走ったり、しびれたり。相撲をとっても力が入らない状態」と言い「1カ月ぐらい治療には時間がかかる。結果を出せる状態にならないといけない」と話していた。9月30日の隠岐の海の引退相撲で土俵入りなどに参加した際には「腰の骨が（一部）折れている」と明かした。9月場所後の横綱審議委員会の定例会合では山内昌之委員長から「巡業への参加、多くの人々への接触などで責任を果たしている。評価していい」と擁護論が出たが、これについて照ノ富士は「評価していただくのはありがたい」と語った一方で「ただ相撲ファンとしては、それ（巡業参加）だけを望んでいるわけではない。何もない体なら、もっとやりたい。もともと、いつ辞めるか分からない状態だった。その上で、今のオレは何ができるか考えている。無駄に1日を過ごさないように。体が続く限り、気持ちが続く限りは貢献したい」と力説した。9月場所時点で2023年内4度目の休場となったがそれでも横審から擁護論が多く進退が取り沙汰されなかったのは、夏巡業を皆勤し、9月の稽古総見でも稽古ができない中ぶつかり稽古で胸を出すなど、積極性が評価されてのこととされていた。11月場所の出場に関しては直前まで様子見していたが、9日に休場を決定。伊勢ヶ濱は「膝をかばうため腰を悪くしている」と説明した。場所初日、NHK大相撲中継で解説を務めた舞の海秀平は「次出る時は当然、進退を懸ける場所ということになると思います」と言及した。場所後の横綱審議委員会の定例会合では、照ノ富士に2024年1月場所への出場を求め、山内昌之委員長は実現できなかった場合は「コメントなどを出す」と述べていた。
1月9日の横綱審議委員会による稽古総見を見ていた八角理事長は照ノ富士について膝とスタミナの不安を挙げていた。1月11日には2024年1月場所への出場を決定。師匠の伊勢ヶ濱は「稽古は足りていない。やってみないと分からない」との見解を示した。1月場所は若元春と正代に金星を許したものの、それ以外の力士には勝利し千秋楽に2敗で臨んだ優勝決定戦で関脇琴ノ若を下して9度目の優勝を果たした。この優勝で全6場所制覇を達成。しかし、3月場所は初日黒星の後、2日目・3日目は勝利したものの、4日目以降いずれも金星配給という形で3連敗を喫してしまい、出場しての3連敗、更には6日目までに4敗を喫したのも、横綱としては自身ワーストとなってしまった。そして結局7日目から途中休場となった。師匠は「膝より腰が痛い」と古傷の膝より、昨年名古屋場所から3場所連続休場の原因となった腰に問題があったと説明し、更に師匠は「もう手術はできない。やったら逆に相撲を取れなくなる」と手術に踏み切ることは否定的な考えを示し、「とりあえず春の巡業まで、土俵入りだけでもできるように。土俵入りは今でもやっていて、そんなに苦じゃない」と、今月末から始まる春巡業での復帰の可能性を示唆した。
2024年春巡業では復帰し、取組に参加したり、靖国神社の奉納相撲で長男を伴って土俵入りを披露したりした。5月場所は初日の12日は出場したものの、大の里に敗れ、翌日2日目の13日、千葉県の病院で診察を受けた結果、左の肋軟骨の損傷と右の変形性膝関節症により3週間の安静加療を要すると診断されたため、先場所に続いて21回目、横綱在位17場所目で10回目の休場となってしまった。伊勢ヶ濱親方は「ひざに加えてわきが肉離れのような感じになって力が出ない状況だ。せきをしただけで痛い。きつい痛み止めを飲んでもあまりよくない」と状況を説明した。場所後、横綱審議委員会の山内昌之委員長は、照ノ富士について、5月場所2日目からの休場については「残念だったということは事実」としつつ「場所に少しでも出ようとした敢闘精神、責任感の表れは評価できる」と話し、その上で「名古屋場所、あるいは秋場所まで、ケガの回復過程や土俵への復帰についての横綱の執念と責任感を見る」と9月場所までは静観する方針を示していた一方で、この時点では「激励・注意・ましてや引退勧告には到底当てはまるものではない」と、決議には至らないとの考えを示していた。
7月場所は初日から出場することを伊勢ヶ濱が明言した。伊勢ヶ濱は「出ますよ。それに向けて調整してきたので。稽古の量が足りていないけど、責任感が強いから」と説明した。初日から10連勝とし、11日目大の里戦、14日目隆の勝戦、千秋楽琴櫻戦で黒星を喫したが、千秋楽の本割終了後、同じ12勝3敗の隆の勝との優勝決定戦を制して10度目の優勝を果たした。ちなみに当場所13日目の貴景勝戦における勝利は、当場所をカド番で迎え、当日を5勝7敗で迎えた貴景勝の2回目の大関陥落を決定付ける取組となった。
9月場所は両膝や腰の慢性的な痛みや糖尿病の影響で場所前の調整が遅れ、番付発表以降も相撲を取る稽古ができない有様で、初日から休場。横綱審議委員会の山内昌之委員長は、9月場所5日目に当たる12日、照ノ富士の進退を問わない姿勢を示し、「少なくとも結果はそれなりに出している。一人横綱の時代でわれわれが通常期待することや、厳しい基準でいろいろ求めていくことは必ずしも当たらないのでは」と私見を述べた。9月場所後の明治神宮例祭奉祝全日本力士選士権大会では土俵入りのみ参加したが、四股を踏む場面にこれまでのような迫力は感じられず、支度部屋では取材を拒否した。
秋巡業では1度も取組には入らず相撲を取る稽古もできない状況であり、巡業を途中で離脱し治療を受けるなどしていた。11月場所へ向け福岡入りして以降も調整が遅れており、伊勢ヶ濱は「ギリギリまで調整しているけど、なかなか難しい」「いろいろあるから。膝も悪いし、腰も悪い。五体満足ではないから」と万全でない状況を明かし、休場の可能性を示唆していた。11月場所は初日から休場となり、2場所連続での休場となった。場所後の横綱審議委員会の山内昌之委員長は「巡業にも参加し、かつ相撲全般にさまざまな貢献をしつつ、体調の回復やリハビリに努めている状況」と理解を示し、「激励」「注意」「引退勧告」の決議を行うことについて「そういうことは考えていない」との方針を示した。

### 現役引退
2025年に入り、1月場所は3場所ぶりに初日から出場したが、初日の若隆景の肩透かしに敗れ、2日目・3日目は連勝したものの、4日目に翔猿に敗れて金星を配給。精彩を欠き、2勝2敗となったところで5日目から休場。横綱在位21場所目で13場所目の休場となった。師匠の伊勢ヶ濱によれば、場所前の稽古で右膝を痛めて水がたまり、6日に行われた横綱審議委員会による稽古総見で右膝が腫れ、それをかばって腰痛も発症したという。
同月16日、1月場所6日目後に現役引退の意向が報じられた。翌17日、日本相撲協会は照ノ富士の引退を発表し、同日の理事会で現役引退と年寄「照ノ富士」を承認したと発表した。以降は伊勢ヶ濱部屋付きの親方として、後進の指導に当たっている。照ノ富士は襲名できる年寄名跡をこの時点で取得していなかった関係上、横綱特権（横綱に在位した力士は最長で5年間現役名のまま年寄として日本相撲協会に在職できる）を行使した。なお、待遇は「委員待遇年寄」とされた。
引退会見では「これ以上の気持ちと体で土俵に立つべきじゃない」と限界を語り、師匠の伊勢ヶ濱は怪我と病気で大関から序二段に陥落していたところから横綱に昇進したことを指して「やれることは十分にやった。横綱になったこと自体が奇跡に近い。精神力は誰よりもある」と称賛した。思い出の取組としては、大関から番付を下げて序二段で土俵復帰した平成31年春場所初日の一番相撲の若野口戦を挙げたが、横綱が思い出の取組として関取昇進前の若手時代の相撲でもない、関取から幕下以下に陥落していた時の相撲を挙げるのは異例。序二段からの出直しを指して「相撲人生を2回楽しんだ」と振り返っていた。引退後の抱負として「自分に嘘をつかない、自分を曲げない力士を育てたい。その力士は必ず強くなる」と語った。なお、2022年11月に誕生した長男が土俵への励みになったかと問われた際には「子供が生まれたからもっと頑張れるなら…その前から頑張るべき」と否定的な回答をした。
引退に際して八角理事長（元横綱・北勝海）は「（大相撲の）象徴である横綱土俵入りができないのは、心苦しかったと思う」と胸中を気遣った。それに対し照ノ富士自身は「（未練は）全くない。逆にやり過ぎた」と完全燃焼を主張していた。
また照ノ富士の引退によって、（引退日時点で）綱取りの可能性を残していた大関豊昇龍の結果次第では、32年ぶりに横綱が空位になる可能性があった。照ノ富士は豊昇龍を有力横綱候補と見込み、後を任せるべく引退を決意したとする、一部報道による見解もあった。結果として、豊昇龍は12勝3敗で当場所を制し、場所後に第74代横綱に推挙され、横綱空位は回避された。
2025年6月2日に開催された日本相撲協会の臨時理事会で、同月9日付で年寄「伊勢ヶ濱」を襲名し、伊勢ヶ濱部屋を継承することが承認された。

## 取り口
2015年2月の健康診断時の公式測定で体重180kgに達し、モンゴル人力士としては著しい重量を活かした寄りを得意としていた。正攻法の寄りに徹し、右四つに組み止めて左上手を引き付けて胸を合わせる相撲も型としていた。上手投げも得意とし、慎重な取り口ゆえに引き技にも強かった。一方で裏を返せば引っ張り込む癖や立合いが甘い弱点を持っていたとも言える。相手十分の体勢を許しておきながら、腰の重さで凌ぎ、そのうちに自分の体勢に相手を誘導する技術も持っていた。新入幕を控えた時期には相撲に積極性を欠く傾向があったと見られ、事実、2014年1月場所後には「下がってからという感じで、自分から一気に攻める相撲が全然なかった」と照ノ富士自身が振り返っていた。横綱昇進以降の好調時は、左前褌右差しで206kg（2021年9月場所当時）の逸ノ城を浮かせて寄り切るような力強い相撲も見せていた。
その他、小兵力士との対戦では極め出しも見せ、豊ノ島・翔猿・宇良などが複数回餌食となった。その引っ張り込む相撲は、鳥取城北高時代からの取り口であるとされた。
怪我が増えた2016年以降は抱え込んで勝つ相撲は少なくなり、左の上手廻しをかけて手堅く勝つ取り口に変化した。事実、2017年3月場所12日目の遠藤戦後の支度部屋で「（上手廻しが）かかってなかったら、危なかったかもしれない。一瞬、持ち上げて崩れたから、足をかけた」とコメントした。
十両復帰を果たした2020年1月場所でも往年の怪力ぶりは健在で、初日の千代鳳戦でも極め出しで勝った。
上手が取れなかった時の脆さも併せ持っており、その典型例として2020年7月場所5日目の高安戦があり、同取組では照ノ富士が上手を取れず、右四つが得意でない高安に右四つに組まれて黒星を喫した。
新大関の2015年7月場所から2017年9月場所までの10場所と、大関から序二段に陥落後十両に復帰した2020年1月場所から2021年5月場所までの8場所で、白星はそれぞれ95勝・93勝とほぼ同数だが、投げによる白星は25から14と半数近くに減っていた。また、高校時代に目立った引き癖も見せなくなっていた。
横綱昇進以降は、残り腰を活かした戦略的な相撲も目立ち、その典型例として2021年11月場所14日目の阿炎戦があり、同取組では敢えて土俵際まで突き押しを呼び込み、逆転の引き技を警戒して土俵際で相手が止まったところをこらえて押し返した。

## 角界関係者・相撲愛好家からの評価

### 横綱土俵入りに関する評価
- 師匠の9代伊勢ヶ濱には2021年8月24日に明治神宮で行われた奉納土俵入りを「67点くらい（笑）」「はは、体が大きいし、横綱土俵入りが似合いますね」と評された[198]。
- 新横綱として迎えた9月場所初日の横綱土俵入りを見た八角理事長には「落ち着いていました。優勝や優勝争いをしてきて、先場所も優勝決定戦のようなもの。相撲の自信が（そのまま土俵入りにも）表れている」「堂々としていた」と評された[199]。
- 花田虎上は「本来は、もう少しゆっくりせり上がるところですが、毎日やれば相当の負担になるから、そこは大目に見てもいいと思います」とコメント[200]した。

### 角界関係者・角界OBからの評価
- 新大関として迎えた2015年7月場所を11勝4敗で終えたことに関し、元大関の鳴戸（琴欧洲）・二子山（雅山）・藤島（武双山）各親方らは「100点満点、十分の内容。大関昇進で多忙となる中、硬くなる初日に勝てたのは大きい。大関の責任は果たした」と称賛。一方で玉ノ井親方（元栃東）は「優勝を逃したので90点。今後も最後まで優勝戦線に加わって欲しい」と奮起を促していた[201]。
- 高崎親方（元金開山）は、大きい相撲を取ることや攻めの遅さなどから大関昇進後に鎖骨・膝などの怪我に襲われた旨を指摘していた[202]。
- 錣山親方（元寺尾）は、2017年3月場所後の座談会で「ケガをしてからは後ろに下がる相撲が多かったです。今場所（2017年3月）は災い転じて福となすではないですが、下がったらケガをするので、とにかく前へ、前へと出る相撲を取っていましたね。強引でもどんな形でも前に出ています」と負傷をきっかけとした取り口の変化と好調の因果関係を指摘していた[203]。
- 元横綱の武蔵丸（武蔵川親方）は2017年5月場所後に自身のコラムで「体が反ってしまうのを直してもっと丸くなっていかなきゃ。膝が悪いなりに相撲を取っていかなきゃいけないんだから、そこを変えていかないと近い将来に限界が来てしまうと心配してるんだよ」という分析と懸念を寄せていた[204]。武蔵川は2016年9月場所後にも「もともと相撲は雑なんだけど、大関に上がってくるころの相撲といまに相撲とを比べると、もっと雑に、おおざっぱになってしまっているんだな。力で相撲を取ろうとしちゃダメだよ。力任せの相撲じゃ勝てない。これで終わっちゃうよ。だから、右四つをもっと磨いていくのが大事なんだ。相手が左四つできたから自分も左四つにと、相手に合わせ過ぎ。もっと自分の右四つの型に自信を持ってね。」と雑誌の記事を経由してアドバイスしていた[205]。
- 大関陥落からわずか2場所で十両陥落が決定した2018年1月場所の千秋楽、AbemaTVで解説を務めていた友綱親方（元旭天鵬）は「言葉がかけづらい。各部屋で千秋楽パーティがあるけれど、声をかける人もなんと言っていいか考えるのでは」と心配していた[206]。
- 十両復帰を果たした2020年1月場所の初日に対戦した千代鳳は当日の取組について「（相手の）力がすごいっす。（腕を）抜かなかったら折れてる」とその怪力に脱帽していた[207]。
- 幕内復帰を果たした2020年7月場所の11日目・栃ノ心戦は力自慢の力士同士として注目を浴びた。同取組に寄り切りで勝ち、当日のAbemaTVで解説を務めていた旭道山にも「次元が違う四つ相撲。栃ノ心さんは十分でしたが、照ノ富士さんは十二分でした」と相撲内容を大いに絶賛された[208]。
- ある年寄は再入幕優勝を決めた2020年7月場所後の日刊ゲンダイの記事で、肩越しの上手や下がりながらの投げといった力任せな相撲が改善され、踏み込んで廻しを取る相撲が増えたと評していた[209]。
- 2021年3月場所中、八角理事長は好調の要因として差されたらすぐに狙って極める相撲が取れていることを挙げた[210]。また、玉ノ井親方のコラムでは「ケガをする前の照ノ富士は、下半身に負担をかけ土俵際で残ることが多かった。しかし最近は右を差して、左でまわしを取って前に出る自分の形ができている」と分析された[211]。
- 大関復帰場所に優勝で花を添えた2021年5月場所終了後、同月24日に行われた横綱審議委員会の定例会後に矢野弘典委員長がマスコミの取材に応じ「どん底まで落ちて、よくここまで戻ってきたなという称賛の言葉があり、ファンの心をつかんだと思う。優勝のインタビューも浮かれたところが全くなく、好感が持てたと私自身は思う」と称賛し「相撲自体もいい相撲であってほしい。ただ勝てば良いというものではない。目の肥えたファンの皆さんがうなるような相撲を見せていただきたい」と7月場所での活躍に期待を寄せた[212][213]。
- 花田虎上は新横綱場所の2021年9月場所初日・逸ノ城戦を「大きな相撲を取らずスキがない。天狗にもなっていない、理詰めの相撲です」と評した[200]。
- 新横綱場所に優勝で花を添えた2021年9月場所終了後にも、同月27日に行われた横綱審議委員会の定例会で八角理事長から9月場所での力士たちの戦いぶりなどについて報告を受け、定例会後に記者会見した矢野弘典委員長が照ノ富士について「新横綱として立派に土俵を務め、しかも優勝、日頃の心がけが実ったと高く評価できる。品格と強さ併せ持つ横綱として精進し、土俵の内、外問わず、模範となる力士になってほしい」[214]「たいへん強い決意と深い思いを抱いて横綱になった人。序二段から戻って想像の出来ない苦労があったと思う。不屈の精神、我慢、努力、忍耐を経てきたと思う」と新横綱での優勝を称え、これまでの精進ぶりについて高く評価した[215]。
- 北の富士は2021年11月場所2日目・大栄翔戦で土俵際でほとんど棒立ちの状態から残して逆転勝ちする腰の重さを見せた[216]相撲について自身のコラムで「爆弾を抱えているといわれるほど悪い両膝で、よく持ちこたえたものだ。あの執念には恐れ入るしかない」と驚嘆していた[217]。
- 花田虎上は2021年11月場所14日目の日刊スポーツの連載において「土俵際で相手の足の内側に足を掛けて残す技術を持つ（当時の）現役力士は、照ノ富士のみ」と評価していた[218]。
- 20代最後の場所に優勝で花を添えた2021年11月場所終了後にも、同月29日の横綱審議員会の定例会合で矢野弘典委員長から「横綱らしい相撲を展開した。日頃の精進が実ったのではないかと思う。相当、強い自覚を持っていると感じている。強いだけではなく品格も含めて相撲界のリーダーになってほしい」と期待を込めるコメントを出す一方で、照ノ富士を追いかける若手の奮起も促すコメントも出していた[219]。
- 武蔵川親方は2021年11月場所後に、照ノ富士の取り口の特徴として相手をよく見て常に自分の真正面に置くことを挙げており、対戦相手は立合いで顎を上げさせてから横や後ろを向かせるくらいに動き回ること、差そうとする手の方へ回り込むことを心掛けるべきだと話していた[220]。
- 尾車親方（元琴風）は2021年11月場所終了後に、「この1年を振り返ってみると、白鵬の引退という大きなことがあった。その中でも照ノ富士は着々と復活し、相撲内容が変わり、飛躍の年になった。今場所も一人横綱で土俵を守ってくれた。もし彼の復活がなかったらと思うと、ぞっとする」とコメントしていた[221]。
- 北の富士は2022年1月場所中、自身のコラムで「まわしを引くと盤石の照ノ富士だが、押し相撲の力士にはけっこうてこずっている」と指摘していた[222]。
- 2022年10月に安治川親方（元安美錦）からの助言を受けて両膝の手術を受けた際に、安治川親方には「思い切ってメスを入れて、もう1度現役をやろうと思えるのが彼の良さであり、横綱としての責任感なんだろう」と照ノ富士の決断を評価していた[145]。
- 2022年9月場所から4場所連続休場していた時期の状況について、元大関・小錦八十吉は2023年1月22日の『サンデーモーニング』の生放送で「彼の場合はケガ、両方のひざだから、戻ってもそんなに長くないと思う」と力士としての寿命は残り少ないと断言した上で、若隆景など小兵力士に苦戦する傾向を指摘していた[223]。
- 3場所連続の全休から復帰して8回目の優勝を決めた2023年5月場所について、専属トレーナーを務めていた秀島正芳は「本当はケガなく無事に終わって欲しい親心に近い感情でしたが、すごい復活劇。後一年は絶対的な横綱相撲を取れると思いました。“誰よりも大きな背中”をサポートできて幸せです」と喜びを露わにした[224]。
- 間垣部屋時代からの縁を持つ呼出・照矢は2023年5月場所後に「自分の相撲に必要な部位を鍛えるため、あんなにこだわってやっている力士は他に見たことがありません」と照ノ富士を評していた[135]。
- 2023年5月場所後に行われた横綱審議委員会の定例会合では、山内昌之委員長に「今回、照ノ富士の示した大きさというものは、全ての力士にとって鑑となる、模範となるようなものであったという大変高い評価が出ました」と評されていた[225]。
- 引退が取り沙汰され始めた2023年以降、一門の枠を超えて力士達に胸を出して熱心に指導する姿が話題となった。とある角界OBは「もともと照ノ富士は面倒見が良いほう。よその力士への助言も、今に始まったことではない。横綱として昇進から2場所連続優勝を飾った2021年の11月場所の千秋楽後には、突き押しの阿炎に押し方などを助言。阿炎は翌22年1月場所で照ノ富士を破り、“恩返し”をした。おそらく、昇進したことで、高いところから角界全体を見渡せるようになったからこそ、アドバイスをする余裕も出てきたのではないか」と証言した[226]。
- 2023年7月3日に出稽古先の佐渡ヶ嶽部屋で豪ノ山との三番稽古を9勝3敗と圧倒した際は、稽古を見守っていた解説者の舞の海秀平は「豪ノ山の立ち合いを問題なく受け止めていた。先場所の時と同じような状態に感じる」と、優勝争いの中心だと太鼓判を押していた[227]。
- 厳しい親方で知られる師匠の伊勢ヶ濱が照ノ富士の現役時代に照ノ富士を褒めたのは1回だけであった。大関から序二段に陥落していた頃の照ノ富士がジムで伊勢ヶ濱と顔を合わせると「やりすぎだよ」と伊勢ヶ濱に合格点を貰った。照ノ富士は引退会見で「親方がいないと照ノ富士という力士は何も語れないと思う。本当に、親方の教えを『言ったこと以上にやる』という思いでやってきました」「親方に褒めてもらいたいという思いは常にありました」と伊勢ヶ濱に対する想いを語っていた[228]。

### 相撲愛好家からの評価
- 相撲ジャーナリストの荒井太郎は『大相撲ジャーナル』2015年6月号55頁で照ノ富士について「意外とテクニシャンですね。相手の右かいなを手繰って左上手を取ったり、左上手を引きつけながら右のかいなを返して寄る相撲も強烈ですし」と評した。
- 好角家でも知られるアイドルの山根千佳は2017年3月場所前に、大兵だが上手を切る技術に優れている[229]とコメントしていた。

## 人物・エピソード

### 取組関連
- 2013年11月場所2日目には同郷の大先輩である朝赤龍に対して時間前からつっかけるという場面が見られた（結果は寄り切りで勝利）。尚同場所では8日目の大道戦でも組み合った状態から鼻血が出て「行司待った」が懸かるハプニングも起こった（結果は上手投げで勝利）[230]。
- 2014年7月場所は東前頭6枚目まで番付を上げ、部屋では日馬富士・安美錦に次ぐ地位になり、日馬富士の横綱土俵入りで露払いを務める可能性があったが、従来の露払いを務めた宝富士から「親方と横綱が話したみたいで、コロコロ変わっても良くないから今のままと言われた」と伝えられ、当場所は実現しなかった[231]。しかし安美錦が当場所13日目の取組で膝の古傷を悪化させ14日目以降の太刀持ちが務められなくなり（取組には出場）、代役として14日目から太刀持ちに起用された。翌9月場所以降は回復した安美錦が再び太刀持ちを担い、照ノ富士が日馬富士の土俵入りで従者を担うことは無かったが、9月場所は白鵬の、11月場所は鶴竜の太刀持ちをそれぞれ1日だけ務めた[232]。
- 2014年9月場所初日の大関琴奨菊戦の立ち合い変化について、取組直後の取材で「今までやってなかったから、一度やってみたかった」と語っていた一方で「相手が食っても食わなくても親方には怒られる」とも心配していた[13]。
- 2014年7月場所10日目に大砂嵐と対戦して白星を得た直後、突っ張りを食らったことに腹を立ててNHKのインタビュアーに放送禁止用語も漏らしたという[233]。
- 敢闘賞を受賞した2015年1月場所は三賞制度発足以来初となる全三賞該当者無しの可能性もあった。三賞選考委員会で、殊勲賞は宝富士、敢闘賞は宝富士・照ノ富士・玉鷲が候補に挙がった（宝富士は千秋楽白星の条件付き）が、19人の選考委員の挙手により受賞に値するとされたのは、宝富士の敢闘賞だけであった。千秋楽で宝富士が佐田の海に敗れれば、1947年の三賞制度制定以来、初の全三賞該当者なしとなるところであったが、9代伊勢ヶ濱が「（三賞ゼロは）厳しい審判部と言われる」と意見をした結果、別の委員から「照ノ富士と玉鷲の勝者も候補に」と提言があり、再投票で認められて該当者なしの非常事態は回避した。
- モンゴルから共に来日した逸ノ城との対戦は、2015年1月場所・翌3月場所の2場所連続で水入りとなった。これは、日本相撲協会に記録の残る1980年以降では初めての出来事とされる[234]。それ以前では1955年1月場所・3月場所にかけて若ノ花と出羽錦が2場所連続の引分を記録した。
- 2017年3月場所7日目は豪風に吊り出して勝利したが土俵際で太ももを上げ、やぐら投げの体勢に入りながら途中でやめ「ちょっとかわいそうだと思ったから」と投げずにそのまま土俵外へ出した[235]という。
- 締め込みの色は、関取転落前は黒色だったが、関取復帰後は紫色。
- 幕内復帰から大関再昇進までの時期も、四股を踏めないほど膝の状態が悪かったこともあったが、2020年11月場所よりドイツ・バウアーファインド社のサポーター「ゲニュTrain」の特注品を使用し始め、当場所で優勝同点の成績を挙げて大関復帰の足がかりとした[236]。

- 横綱昇進後は玉鷲に分が悪く、2022年は7月場所と11月場所を除いた4場所で金星を配給した。中でも1月場所から5月場所までは3場所連続で配給した。同じ平幕力士に3場所連続で金星を配給したケースは昭和以降5例目。

### その他相撲関連
- 入門当初の四股名「若三勝」から改名した際「入門時の師匠である間垣親方との思い出を消すような改名は如何なものか」と一部で9代伊勢ヶ濱に対する批判があった。だが18代間垣は劣悪な環境で下積みを行った照ノ富士を慮って不服を口にしなかった。
- 同世代の遠藤相手には並々ならぬ闘志を燃やし、「遠藤にだけは絶対に負けたくない」「遠藤より先に横綱になる」と公言していた[237]。その後、2021年7月場所後に横綱へ昇進し、宣言を達成した形となった。
- 場所入りする際の送迎車のナンバーは、72代横綱を目指していたことから稀勢の里が横綱に昇進する前は「72」をリクエストしていたが、稀勢の里が横綱に昇進して以降は「73」へ変更した[238]。結果的に2021年7月場所後に73代横綱になり、験が功を奏する形となった。
- 2016年2月2日の健康診断における握力測定では右76kg・左82kgを記録。平幕だった1年前は右87kg・左89kgだったことに言及し、「落ちてるな…何もしてないから」と、同年1月場所を6日目から途中休場し、左膝の内視鏡手術・リハビリに追われ、稽古もままならない状態に苦笑していた[239]。
- 『大相撲ジャーナル』2017年7月号の79ページにおいて「塩撒きの際には右手を内側から時計回りに回すのがベスト」と所作について力説していた。
- 序二段からの再起を目指していた2019年5月場所後に、間垣部屋時代から苦楽を共にし、関取在位中は付け人も務めていた兄弟子の元幕下・駿馬が引退、部屋で行われた駿馬の断髪式で照ノ富士は「お疲れさまでした」と労いの言葉をかけながら鋏を入れ、頬にキスをしたという[240]。
- 2019年12月26日に時津風部屋へ出稽古に行った際には、「もう（稽古場、本場所両方で幕下以下が締める）黒まわしは2度と締めたくないから捨てた」と再度幕下に陥落しない決意を語った[241]。その後、2021年7月場所後に横綱へ昇進し、その決意は実った[注 7]。
- 関取に復帰した2020年1月場所5日目以降、非常に珍しい濃紺一色の化粧回し（1回目の大関昇進の際に贈呈されたとされる）土俵入りに臨んでいた。
- 2020年7月場所の再入幕優勝の際に取材に応じた元・駿馬は照ノ富士の復活を信じていたという一方で、一時期の低迷の原因について、2017年3月場所14日目・琴奨菊戦の立ち合い変化を非難されて以降、意気消沈に陥り、体や気持ちにも影響した可能性を述懐していた[240]。
- 横綱昇進直後は東京オリンピックの報道が過熱していたがゆえに、綱打ち・土俵入り練習に関する報道は「うっかりすると見落とすほど小さな扱い」をされた[242]。

### 趣味・嗜好
- 子供の頃から歌や踊りが好きな目立ちたがり屋であり、演劇発表会で主役を務めるなど元来より社交的であった[8]という。
- 照ノ富士の母の談話によると「旭天鵬関のように、だれにも優しくて、親切で、温厚な、ああいうお相撲さんになってもらいたい」と期待されていた[243]。
- 食べ物の好物は牛タン。嫌いなものはカレーライスと生魚。1回目の大関昇進に際したテレビの特集ではカレーライスは見た目が嫌いと答えていた。お化けが怖いとして1人部屋を拒否したこともある[237]という。
- かつては相撲界屈指の酒豪であったが、糖尿病及び腎臓結石に罹患したことを機に断酒したという[79]。
- 協会公式Twitterによると、好きなアーティストはAK-69、好きなYouTuberはラファエル、好きなマンガ・アニメ・映画は戦争系[244]。
- 2023年7月場所前、『サンクチュアリ -聖域-』の感想として「そんな甘くない」とした上で「深く考えれば考えるほど思うところはあるけど、ただ単に相撲で発信してくれることはありがたい。これはちょっと違うなと思うところはあるけど、日本の方々が忘れている日本の素晴らしさを世界に発信できたんじゃないか」と歓迎するコメントを残した[245]。

### 家族・交友関係
- 日刊ゲンダイの記事によると、2011年に父は勤めていた採掘会社の倒産を経験し、その後自身で採掘会社を起業したものの失敗し、そのため照ノ富士は家計を支えるために相撲界に入ったとのこと。北の富士の著書によると、照ノ富士は「何が一番好きですか?」と聞かれると「お金」と答えたという[246][247]。
- 逸ノ城はモンゴルの同じ道場で柔道を習い、後に同じ飛行機で来日して寮も同部屋という仲だった[248]。
- 入幕前には、当時ライバル視していた大砂嵐と「2人で大関・横綱になろう」と話していたという。
- 2014年2月9日の日本大相撲トーナメントの十両部門で優勝した際は「最初から優勝すると思っていた」と得意気に話し、1回負けたら終わりのトーナメント戦にも「1日で全部終わる。15日間集中しなければいけない本場所より楽に感じた」と話した[249][リンク切れ]。
- 照ノ富士を指導した鳥取城北高相撲部顧問のレンツェンドルジ・ガントゥクスは2017年5月1日に、東京都内のモンゴル大使館で権威ある勲章の北極星勲章をフレルバータル大使から授与された。勲章の授与式には照ノ富士も教え子として逸ノ城らと共に出席した[250]。
- 天風とは自身が鳥取城北高校に留学する前からの仲であり、15歳の時に尾車部屋に体験入門した際に一緒に寝泊まりしてゲームをした思い出があり[82]、2019年3月場所で昭和以降初となる元幕内同士の序二段での対戦として話題になった際も言及された。
- 2018年2月15日に大関昇進前から交際していたモンゴル人女性（元旭天鵬の従妹）と結婚。公になったのは2021年1月だった。2021年2月11日に富岡八幡宮で結婚式を行った[251][252]。旭天鵬からは「彼女は小さい頃にお父さんを亡くしているし、俺のいとこでもあるんだから大事にしてね」と頼まれた[253]という。
- 2022年11月に第1子（長男）が誕生。モンゴル帝国の初代皇帝チンギスハンの本名に因み、照務甚（てむじん）と命名した[254]。
- 結婚披露宴は2023年6月11日に都内のホテルで行われ、角界からは浅香山・一門の関取衆・一門外の大関の貴景勝が出席し、角界外部からはAK-69・大野将平・萩生田光一・藤田晋・吉田秀彦・五木ひろし・小林旭・槙原寛己が出席、合計800人が披露宴に駆け付けた[255]。
- 初土俵同期の明生とは仲が良く、2021年11月場所12日目に幕内上位で顔が合った際に「入ってきてずっと一緒に稽古して、部屋の合宿にも来て、仲良くやってますから。だから勝っていきたいと思っていました」と語っていた[256]。ちなみに明生には初顔から4連勝をしていたが2021年9月場所で初めて幕内で敗れた。2023年5月場所は明生に初めて金星を配給した。
- 大野将平がイギリスに指導者として留学する際、大野にエールを送った。記者にこの話題を振られると「お相撲さんもそうだけど、いずれそういう日が来ると思う」と自らを重ね合わせた。3連覇が懸かっていた2024年パリオリンピックを目指さないという決断をした盟友に「選んだ道だから、一生懸命、頑張っていくんじゃないかなと思います」と期待を寄せた[257]。
- AK-69とは親交があり、2023年5月場所から楽曲「Ride Wit Us」がABEMAの番組「大相撲LIVE」の公式テーマソングとして採用されたが、同楽曲には照ノ富士が愛称である“ガナ”として歌詞に登場した他、ミュージックビデオにも出演した。「7回転びゃ8回起きるぞ　ガナならマイメン♪」という歌詞を以て、大関から序二段まで落ちながら復活し、横綱に上り詰めた照ノ富士の生き様が表現されている。ミュージックビデオには露払いの錦富士と太刀持ちの翠富士を従えて、堂々と横綱土俵入りを披露する姿も収録された。作曲に当たってAK-69は実際に伊勢ヶ濱部屋を訪れ、稽古の様子を見学した[258]という。

### 報道対応
- 1回目の大関昇進直後、2015年6月に行われた弥彦村の村おこしイベント[259]で「どんな大関になりたいか?」という質問に対し「どんな大関ではなく、上を目指していますから」と答え[260]、大関昇進伝達式の時[19]と同様に更なる昇進への意欲を示していた。
- 1回目の関取昇進から幕下陥落までの間は報道陣に敬語を使わないなど、相手を見下ろしたような振舞いを貫き、性格も傲岸不遜で強気一辺倒であった[209]が、幕下陥落を機に改めた[261]。

### その他
- 照ノ富士のモンゴル時代から横綱になるまでをつづった書籍「奈落の底から見上げた明日」が、日本写真企画から2021年11月26日に全国一斉発売された[262]。

## 略歴
- 2011年5月技量審査場所 - 初土俵
- 2011年7月場所 - 序ノ口
- 2011年9月場所 - 序二段
- 2011年11月場所 - 三段目
- 2012年1月場所 - 幕下
- 2013年9月場所 - 十両
- 2014年3月場所 - 幕内
- 2015年3月場所 - 新関脇（新三役）
- 2015年7月場所 - 新大関
- 2017年11月場所 - 関脇陥落
- 2018年3月場所 - 十両陥落
- 2018年7月場所 - 幕下陥落
- 2018年11月場所 - 三段目陥落
- 2019年3月場所 - 序二段陥落
- 2019年5月場所 - 三段目再昇進
- 2019年7月場所 - 幕下再昇進
- 2020年1月場所 - 十両再昇進（関取復帰）
- 2020年7月場所 - 幕内再昇進（幕内復帰）
- 2020年11月場所 - 返り三役（新小結）
- 2021年1月場所 - 関脇再昇進
- 2021年5月場所 - 大関再昇進（大関復帰）
- 2021年9月場所 - 新横綱
- 2025年1月場所 - 引退

## 主な成績

### 連勝記録

#### 十両、幕下の連勝記録
最多連勝記録は、20連勝。幕下（全勝優勝）と十両（13勝2敗・優勝）。
| 自身の順位 | 連勝数 | 期間                                     | 止めた力士 | 止めた力士の番付 | 備考                              |
| ---------- | ------ | ---------------------------------------- | ---------- | ---------------- | --------------------------------- |
| 1          | 20     | 2019年11月場所初日 - 2020年1月場所13日目 | 錦木       | 東十両4枚目      | 十両を含む連勝記録としては歴代5位 |

#### 幕内の連勝記録
最多連勝記録は、23連勝。
| 自身の順位 | 連勝数 | 期間                                      | 止めた力士 | 止めた力士の番付 | 備考                       |
| ---------- | ------ | ----------------------------------------- | ---------- | ---------------- | -------------------------- |
| 1          | 23     | 2021年9月場所13日目 - 2022年1月場所5日目  | 玉鷲       | 東前頭3枚目      | 白鵬と並んで歴代39位タイ。 |
| 2          | 15     | 2021年3月場所11日目 - 2021年5月場所10日目 | 妙義龍     | 西前頭4枚目      |                            |
| 3          | 14     | 2021年7月場所初日 - 2021年7月場所14日目   | 白鵬       | 東横綱           |                            |
| 4          | 11     | 2015年9月場所初日 - 2015年9月場所11日目   | 栃煌山     | 東関脇           |                            |
| 4          | 11     | 2017年5月場所3日目 - 2017年5月場所13日目  | 白鵬       | 西横綱2          |                            |
| 6          | 10     | 2015年5月場所12日目 - 2015年7月場所6日目  | 豪栄道     | 西大関           |                            |
| 6          | 10     | 2024年7月場所初日 - 2024年7月場所10日目   | 大の里     | 西関脇           |                            |

### スピード記録
- 初土俵から大関昇進までの所要場所数：25場所（歴代4位・年6場所制以降の初土俵力士の中では歴代3位）
- 初土俵から初優勝までの所要場所数：25場所（歴代3位）
- 初土俵から関脇昇進までの所要場所数：23場所（歴代9位）
- 新三役から2場所通過で大関昇進：15日制以降では史上唯一（関脇2場所）
- 横綱昇進までの大関連続所要場所：2場所（歴代1位タイ・年6場所制以降では歴代1位）
- 年間最多勝決定スピード記録：9月場所13日目（2021年。朝青龍・白鵬と並んで歴代1位タイ。）

### 通算成績
- 通算成績：523勝275敗231休（82場所）
- 通算勝率：.655
  - 幕内成績：366勝207敗197休（52場所）
  - 幕内勝率：.639
    - 横綱成績：114勝40敗151休（21場所）
    - 横綱勝率：.740
      - 新横綱成績：13勝2敗（歴代3位タイ・年6場所制以降では歴代2位タイ）
      - 新横綱勝率：.867（歴代3位タイ・年6場所制以降では歴代2位タイ）
      - 番付上1人横綱成績：101勝38敗151休（20場所）番付上1人横綱勝星は歴代4位
      - 番付上1人横綱勝率：.727（歴代6位）
      - 東横綱成績：101勝38敗151休（20場所）
      - 東横綱勝率：.732

    - 大関成績：122勝91敗27休（16場所）
    - 大関勝率：.573（戦後の横綱で大関時代の勝率が最低）
      - 新大関成績：11勝4敗（歴代15位タイ）
      - 新大関勝率：.733

    - 三役成績：61勝19敗10休（関脇5場所、小結1場所）
    - 三役勝率：.763
      - 新三役成績：13勝2敗（歴代1位タイ）
      - 新三役勝率：.867（歴代1位タイ）
      - 関脇成績：48勝17敗10休（5場所）
      - 関脇勝率：.738
        - 新関脇成績：13勝2敗（歴代1位タイ）
        - 新関脇勝率：.867（歴代1位タイ）

      - 小結成績：13勝2敗（1場所）
      - 小結勝率：.867
        - 新小結成績：13勝2敗（歴代1位タイ・年6場所制以降は歴代1位。返り三役での新小結成績としても歴代1位）
        - 新小結勝率：.867 （歴代1位タイ・年6場所制以降は歴代1位。返り三役での新小結成績としても歴代1位）

    - 前頭成績：69勝57敗9休（9場所）
    - 前頭勝率：.548

  - 十両成績：61勝38敗6休（7場所）
  - 十両勝率：.616
    - 新十両成績：12勝3敗（歴代5位タイ）

  - 幕下成績：65勝26敗14休（15場所）
  - 幕下勝率：.714
  - 三段目成績：13勝1敗14休（4場所）
  - 三段目勝率：.929
  - 序二段成績：13勝1敗（2場所）
  - 序二段勝率：.929
  - 序ノ口成績：5勝2敗（1場所）
  - 序ノ口勝率：.714
- 年間最多勝：1回
  - 2021年（77勝13敗）
- 年間最優秀力士賞受賞回数：1回（2021年）
- 新横綱の初日からの連勝記録：8連勝（歴代6位）
- 新三役の初日からの連勝記録：7連勝（年6場所制以降では歴代1位）
- 新三役からの連続2桁勝利記録：4場所（2015年3月場所 - 2015年9月場所。歴代4位・年6場所制以降では歴代3位。）
- 幕内連続2桁勝利記録：8場所（2020年11月場所 - 2022年1月場所）
- 幕内優勝次点以上連続場所：7場所（2020年11月場所 - 2021年11月場所）
- 幕内中日勝ち越し記録：7場所
- 幕内連続中日勝ち越し記録：4場所（2021年5月場所 -2021年11月場所。歴代4位タイ。）
- 新横綱優勝：史上9人目（年6場所制以降では史上5人目）
- 新横綱からの連続優勝：2場所（歴代2位タイ。15日制・年6場所制以降では大鵬と並んで歴代1位タイ。）※新横綱からの連続優勝は史上5人目（15日制・年6場所制以降では史上2人目）
- 再入幕優勝：史上2人目
- 元大関としての平幕優勝：史上2人目
- 幕尻優勝：史上3人目
- 幕内優勝した力士が十両以下に陥落後再び幕内優勝：史上唯一
- 特例なしでの大関復帰：史上2人目
- 序二段まで陥落してからの大関復帰：史上唯一
- 関脇以下の地位での優勝回数：3回（歴代1位タイ）
- 関脇の地位で優勝した翌場所も連続優勝：昭和以降では史上2人目（15日制・年6場所制以降では史上唯一）
- 大関復帰場所での優勝：昭和以降では史上唯一
- 関脇から大関にかけての2場所連続優勝：昭和以降では史上2人目（15日制・年6場所制以降では史上唯一）
- 大関昇進かつ復帰の直前場所優勝：史上唯一
- 大関復帰後に横綱昇進：史上2人目
- 大関から平幕以下の地位に陥落してからの横綱昇進：史上唯一
- 金星配給連続場所：9場所（2022年1月場所 - 2024年3月[注 8]・歴代2位タイ）
- 横綱連続休場記録：4場所連続（歴代9位タイ）

### 各段在位場所数
- 通算在位：82場所
  - 幕内在位：52場所
    - 横綱在位：21場所
      - 番付上1人横綱在位：20場所（2021年11月場所 - 2025年1月場所、歴代2位）※尚、史上10人目の番付上1人横綱と呼ばれる。（2021年11月場所前に白鵬が引退して以降から自身の引退に至るまで）。
      - 横綱大関在位：3場所（歴代1位タイ）
      - 東横綱在位：20場所 （歴代8位）
      - 東横綱連続在位：20場所 （2021年11月場所 - 2025年1月場所。歴代2位。）
      - 年間東横綱完全在位：3年（2022年 - 2024年。朝青龍と並んで歴代2位タイ。）
      - 年間東横綱完全在位連続年数：3年（2022年 - 2024年。朝青龍・白鵬と並んで歴代1位タイ。）※初達成から3年連続達成に関しても朝青龍・白鵬と並んで歴代1位タイ。

    - 大関在位：16場所
    - 三役在位：6場所（関脇5場所・小結1場所）
    - 平幕在位：9場所

  - 十両在位：7場所
  - 幕下在位：15場所
  - 三段目在位：4場所
  - 序二段在位：2場所
  - 序ノ口在位：1場所
  - 前相撲：1場所

### 各段優勝
- 幕内最高優勝：10回
  - 2015年（1回）5月場所
  - 2020年（1回）7月場所
  - 2021年（4回）3月場所・5月場所・9月場所・11月場所
  - 2022年（1回）5月場所
  - 2023年（1回）5月場所
  - 2024年（2回）1月場所・7月場所
- 全勝優勝：1回
- 幕内最高優勝同点：3回（歴代5位タイ）
- 年間最多優勝：4回
  - 2020年（1回・白鵬・貴景勝・正代・徳勝龍と並んで受賞）
  - 2021年（4回）
  - 2022年（1回・御嶽海・若隆景・逸ノ城・玉鷲・阿炎と並んで受賞）
  - 2024年（2回・大の里と並んで受賞）
- 年間最多優勝連続年数：3年（2020年 - 2022年）
- 十両優勝：2回（2013年9月場所・2020年1月場所）
- 幕下優勝：1回（2019年11月場所）

### 三賞・金星
- 三賞：9回
  - 殊勲賞：3回（2015年3月場所・2020年7月場所・2021年3月場所）
  - 敢闘賞：3回（2015年1月場所・3月場所・5月場所）
  - 技能賞：3回（2020年7月場所・11月場所・2021年1月場所）
- 金星：なし
  - 但し三役・大関在位時に横綱だった白鵬・鶴竜・稀勢の里には勝利経験がある。

### 場所別成績
| | 一月場所 初場所（東京）   | 三月場所 春場所（大阪） | 五月場所 夏場所（東京） | 七月場所 名古屋場所（愛知） | 九月場所 秋場所（東京） | 十一月場所 九州場所（福岡） |
| --- | ------------------------- | ----------------------- | ----------------------- | --------------------------- | ----------------------- | --------------------------- |
| 2011年 （平成23年） | x                         | 八百長問題 により中止   | （前相撲）              | 東序ノ口3枚目 5–2           | 西序二段59枚目 6–1      | 東三段目93枚目 7–0          |
| 2012年 （平成24年） | 東幕下58枚目 5–2          | 西幕下39枚目 5–2        | 西幕下27枚目 5–2        | 東幕下15枚目 3–4            | 西幕下21枚目 2–5        | 西幕下37枚目 4–3            |
| 2013年 （平成25年） | 西幕下31枚目 5–2          | 西幕下20枚目 5–2        | 西幕下10枚目 6–1        | 東幕下4枚目 6–1             | 西十両11枚目 優勝 12–3  | 東十両3枚目 8–7             |
| 2014年 （平成26年） | 西十両筆頭 12–3           | 西前頭10枚目 8–7        | 東前頭9枚目 9–6         | 東前頭6枚目 9–6             | 東前頭筆頭 6–9          | 西前頭3枚目 8–7             |
| 2015年 （平成27年） | 東前頭2枚目 8–7 敢        | 東関脇 13–2 敢殊        | 東関脇 12–3 敢          | 西大関2 11–4                | 東大関 12–3             | 東大関 9–6                  |
| 2016年 （平成28年） | 西大関 3–3–9              | 西大関2 8–7             | 西大関2 2–13            | 西大関2 8–7                 | 西大関 4–11             | 西大関2 8–7                 |
| 2017年 （平成29年） | 東大関2 4–11              | 西大関 13–2             | 東大関 12–3             | 東大関 1–5–9                | 東大関2 1–5–9           | 東関脇2 0–5–10              |
| 2018年 （平成30年） | 東前頭10枚目 0–8–7        | 西十両5枚目 6–9         | 東十両8枚目 0–9–6       | 東幕下6枚目 休場 0–0–7      | 東幕下47枚目 休場 0–0–7 | 西三段目27枚目 休場 0–0–7   |
| 2019年 （平成31年 /令和元年） | 西三段目88枚目 休場 0–0–7 | 西序二段48枚目 7–0      | 東三段目49枚目 6–1      | 東幕下59枚目 6–1            | 東幕下27枚目 6–1        | 西幕下10枚目 優勝 7–0       |
| 2020年 （令和2年） | 西十両13枚目 優勝 13–2    | 東十両3枚目 10–5        | 感染症拡大 により中止   | 東前頭17枚目 13–2 殊技      | 東前頭筆頭 8–5–2        | 東小結 13–2 技              |
| 2021年 （令和3年） | 東関脇 11–4 技            | 東関脇 12–3 殊          | 西大関2 12–3            | 東大関 14–1                 | 西横綱 13–2             | 東横綱 15–0                 |
| 2022年 （令和4年） | 東横綱 11–4               | 東横綱 3–3–9            | 東横綱 12–3             | 東横綱 11–4                 | 東横綱 5–5–5            | 東横綱 休場 0–0–15          |
| 2023年 （令和5年） | 東横綱大関 休場 0–0–15    | 東横綱大関 休場 0–0–15  | 東横綱大関 14–1         | 東横綱 1–3–11               | 東横綱 休場 0–0–15      | 東横綱 休場 0–0–15          |
| 2024年 （令和6年） | 東横綱 13–2               | 東横綱 2–5–8            | 東横綱 0–2–13           | 東横綱 12–3                 | 東横綱 休場 0–0–15      | 東横綱 休場 0–0–15          |
| 2025年 （令和7年） | 東横綱 引退 2–3–0         | x                       | x                       | x                           | x                       | x                           |
| 各欄の数字は、「勝ち-負け-休場」を示す。 優勝 引退 休場 十両 幕下 三賞：敢=敢闘賞、殊=殊勲賞、技=技能賞 その他：★=金星 番付階級：幕内 - 十両 - 幕下 - 三段目 - 序二段 - 序ノ口 幕内序列：横綱 - 大関 - 関脇 - 小結 - 前頭（「#数字」は各位内の序列） |                           |                         |                         |                             |                         |                             |

## 合い口
現役力士（横綱・大関）
- 横綱・豊昇龍には照ノ富士の8戦全勝（不戦勝による1勝を含む）である。豊昇龍の大関昇進前は7戦全勝、大関昇進後は1勝（不戦勝）である。
- 横綱・大の里には照ノ富士の1勝2敗。全て大の里の大関・横綱昇進前の対戦成績である。
- 大関・琴櫻には本割では照ノ富士の6勝1敗。優勝決定戦で1勝。琴櫻の大関昇進後は2024年7月場所千秋楽に対戦し、上手出し投げで初めて敗れている。
- 元大関・髙安には大怪我するまでは圧倒していたが、それ以降は苦戦しており、照ノ富士の12勝13敗と互角となっている。2016年7月場所から2017年3月場所まで5連敗を喫しており、さらに2020年7月場所から2021年3月場所まで4連敗していたが、2021年5月場所で久しぶりに勝利した。2022年9月場所は金星を許した。両者が同時に大関に在位したことはあるが、大関同士の対戦は実現しなかった。
- 元大関・朝乃山には照ノ富士の7戦全勝である。いずれも照ノ富士が大関から陥落して以降かつ朝乃山の大関昇進後の対戦成績である。照ノ富士の大関復帰・横綱昇進以降における対戦では2勝。
- 元大関・正代には照ノ富士の11勝9敗（不戦敗3含む）である。正代の大関昇進後は照ノ富士の5勝1敗である。照ノ富士の大関在位中は照ノ富士の1勝、照ノ富士の横綱昇進後は照ノ富士の3勝2敗。2024年1月場所は金星を許した。
- 元大関・御嶽海には照ノ富士の14勝5敗（不戦敗1含む）である。2020年11月場所から2021年11月場所まで7連勝している。照ノ富士の横綱昇進後は照ノ富士の4勝1敗。御嶽海の大関昇進後は1勝。
- 元大関・霧島には照ノ富士の13戦全勝である。霧島の大関昇進前は10戦全勝、大関昇進後は1勝である。

引退力士（横綱・大関）
- 元横綱・白鵬には照ノ富士の4勝10敗である。照ノ富士の大関昇進後の2015年7月場所以降から照ノ富士の大関陥落前までは3勝5敗と拮抗しており、白鵬が横綱昇進した2007年以降に大関昇進した力士の中では、大関の地位においての白鵬戦の勝率が最も高い。白鵬と照ノ富士が同時に横綱に在位したのは2021年9月場所のみで、その場所では白鵬が全休して引退したため、横綱同士の対戦は実現しなかった。
- 元横綱・鶴竜には照ノ富士の4勝7敗（他に優勝決定戦で1敗）である。鶴竜の引退後に照ノ富士が横綱に昇進したため、横綱同士の対戦は実現しなかった。
- 元横綱・稀勢の里には照ノ富士が大怪我する前までは照ノ富士の3勝4敗と拮抗していたが、大怪我してからは照ノ富士の8戦全敗で、通算で照ノ富士の3勝12敗（他に優勝決定戦で1敗）である。稀勢の里の引退後に照ノ富士が横綱に昇進したため、横綱同士の対戦は実現しなかった。
- 元大関・琴奨菊には照ノ富士の9勝8敗と拮抗していた。
- 元大関・豪栄道には大怪我する前までは圧倒していたが、大怪我して以降は勝てなくなり照ノ富士の5勝10敗となっている。
- 元大関・栃ノ心には照ノ富士の11勝2敗である。両者が同時に大関に在位したことがないまま照ノ富士が横綱に昇進したため、大関同士の対戦は実現しなかった。
- 元大関・貴景勝には本割では照ノ富士の7勝4敗、優勝決定戦では照ノ富士の1勝1敗である。照ノ富士の大関在位中は本割では照ノ富士の2敗（その内、照ノ富士の大関復帰後は1敗）、優勝決定戦では照ノ富士の1勝（照ノ富士の大関復帰後）。照ノ富士の横綱昇進以降における対戦では照ノ富士の5勝1敗。

### 幕内対戦成績
| 力士名   | 勝数 | 負数 | 力士名     | 勝数 | 負数 | 力士名   | 勝数 | 負数 | 力士名   | 勝数 | 負数 |
| -------- | ---- | ---- | ---------- | ---- | ---- | -------- | ---- | ---- | -------- | ---- | ---- |
| 碧山     | 12   | 1    | 朝乃山     | 7    | 0    | 東龍     | 1    | 0    | 阿炎     | 6    | 2    |
| 荒鷲     | 3    | 1    | 勢         | 3    | 8    | 石浦     | 0    | 1    | 逸ノ城   | 14   | 3    |
| 宇良     | 8    | 1    | 遠藤       | 10   | 5    | 阿武咲   | 5    | 5(1) | 王鵬     | 0    | 1    |
| 大砂嵐   | 5    | 0    | 大の里     | 1    | 2    | 隠岐の海 | 15   | 3    | 魁聖     | 8    | 3    |
| 臥牙丸   | 1    | 1    | 鏡桜       | 0    | 1    | 輝       | 1    | 0    | 鶴竜     | 4    | 7*   |
| 稀勢の里 | 3    | 12*  | 北太樹     | 2    | 2    | 旭秀鵬   | 0    | 2    | 霧島     | 13   | 0    |
| 金峰山   | 2    | 0    | 豪栄道     | 5    | 10   | 豪ノ山   | 2    | 1(1) | 琴恵光   | 2    | 0    |
| 琴櫻     | 6*   | 1    | 琴奨菊     | 9    | 8    | 琴勝峰   | 3    | 0    | 琴勇輝   | 3    | 3    |
| 佐田の海 | 5    | 1    | 佐田の富士 | 2    | 0    | 里山     | 1    | 0    | 志摩ノ海 | 1    | 1    |
| 常幸龍   | 1    | 2    | 正代       | 11   | 9(3) | 湘南乃海 | 1    | 0    | 松鳳山   | 4    | 4    |
| 蒼国来   | 3    | 1    | 大奄美     | 0    | 1    | 大栄翔   | 9    | 7(2) | 大翔丸   | 0    | 1(1) |
| 貴景勝   | 7*   | 4*   | 貴ノ岩     | 3    | 1    | 隆の勝   | 8*   | 5    | 髙安     | 12   | 13   |
| 豪風     | 3    | 5    | 玉鷲       | 11   | 9    | 千代鳳   | 2    | 0    | 千代翔馬 | 2    | 0    |
| 千代大龍 | 2    | 1    | 千代の国   | 1    | 0    | 千代丸   | 2    | 1    | 時天空   | 1    | 0    |
| 徳勝龍   | 1    | 3    | 栃煌山     | 9    | 5(1) | 栃ノ心   | 11   | 2    | 栃乃若   | 3    | 0    |
| 翔猿     | 7    | 4(1) | 豊ノ島     | 4    | 4    | 豊響     | 0    | 3    | 錦木     | 4    | 2    |
| 白鵬     | 4    | 10   | 平戸海     | 1    | 0    | 豊昇龍   | 8(1) | 0    | 北勝富士 | 10   | 3    |
| 御嶽海   | 14   | 5(1) | 妙義龍     | 13   | 4    | 明生     | 7    | 4    | 嘉風     | 7    | 5    |
| 竜電     | 3    | 0    | 若隆景     | 10   | 2(1) | 若元春   | 3    | 1    |          |      |      |

- 他に優勝決定戦で貴景勝に1勝1敗、琴櫻、隆の勝に1勝、鶴竜・稀勢の里にそれぞれ1敗がある。

（カッコ内は勝数、負数の中に占める不戦勝、不戦敗の数）。

## 改名歴

### 力士
- 若三勝 由章（わかみしょう よしあき） 2011年5月技量審査場所
- 若三勝 章明（わかみしょう よしあき） 2011年7月場所 - 2011年11月場所
- 若三勝 由章（わかみしょう よしあき） 2012年1月場所 - 2013年7月場所
- 照ノ富士 由章（てるのふじ よしあき） 2013年9月場所
- 照ノ富士 春雄（てるのふじ はるお） 2013年11月場所 - 2025年1月場所

### 年寄
- 照ノ富士 春雄（てるのふじ はるお） 2025年1月17日 - 2025年6月8日
- 伊勢ヶ濱 春雄（いせがはま はるお）2025年6月9日 -

## 主なメディア出演

### テレビ出演
- アスリートの魂「理想の"型"を求めて 新大関 照ノ富士」（NHK BS1、2015年8月1日）
- 逆転人生「傷だらけの天才力士～照ノ富士 奇跡の復活劇～」（NHK総合、2021年1月4日）
- 1億3000万人のSHOWチャンネル「名店のあの味を完全再現！名店レシピ」（日本テレビ、2021年12月18日）
- 現役力士VS肉体派芸能人 怪力バトルフィールド（TBS、2022年8月7日） - 力士チームリーダー[263]

### CM出演
- 永谷園「麻婆春雨」「広東風かに玉」「ガツンと!スタミナ定食」「チャーハンの素」（2016年2月1日 - ）

## 書籍
- 『奈落の底から見上げた明日』（著作：照ノ富士春雄、2021年10月26日発売、出版社：日本写真企画、ISBN 978-4-86562-131-0）[264]